# Tópico literario

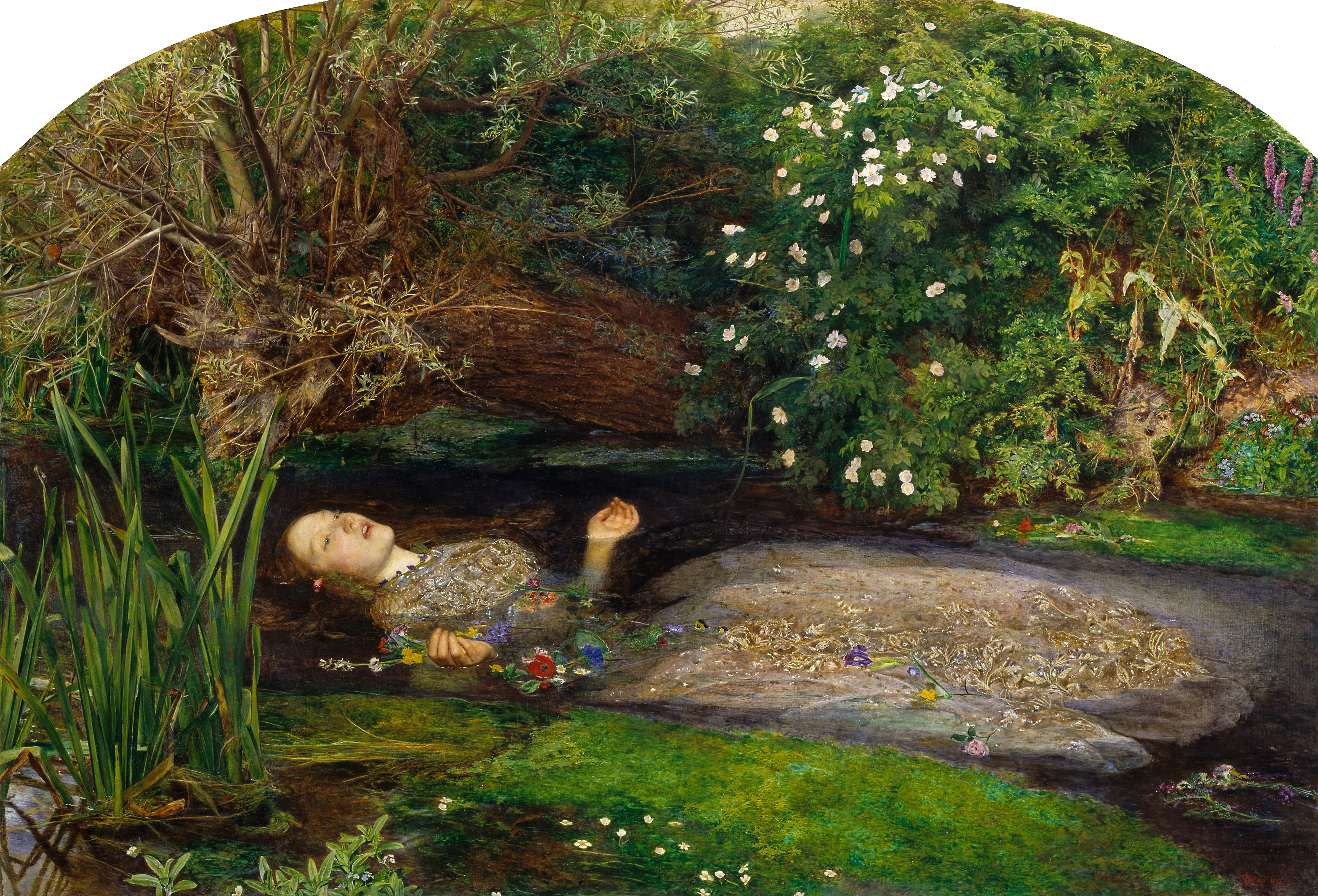
Ofelia, el atormentado personaje de Hamlet, reacciona con la locura y el suicidio; este y otros son temas universales de los que el teatro de Shakespeare es una fuente recurrente. Cuadro de John Everett Millais, quien sitúa la dramática escena en un idílico entorno natural (en sí mismo, otro tópico literario: la Arcadia feliz o el locus amoenus).

Un tópico literario es una frase hecha retórica y literaria que une contenidos semánticos fijos con expresiones formales recurrentes y se repite, con leves variaciones, a lo largo de la historia de la literatura. Su conjunto o corpus es una serie de constantes temáticas, tópicos o motivos comunes ya prefijados (debido a su uso reiterado) que utilizan, como recurso, los escritores y poetas, conscientes de estar usando fórmulas o clichés fijos y admitidos en esquemas formales o conceptuales. En el caso de la civilización occidental, provienen, en su mayor parte, de la cultura clásica grecolatina o de la tradición bíblica. Muchos se han mantenido desde la historia antigua hasta la actualidad.
A diferencia de la gnómica, es decir, de los refranes, sentencias o proverbios morales de tradición oral y origen popular, que pueden adquirir forma literaria (poesía gnómica, literatura sapiencial medieval en España) o incluso ser reutilizados en la literatura culta, los tópicos literarios tienen su origen en ese contexto o registro culto literario, aunque se popularicen posteriormente.
Para la perpetuación de los tópicos ha sido decisiva su reducción a las expresiones latinas que los contienen, por su concisión y rotundidad (lo que se conoce como "frases lapidarias" o dignas de ser cinceladas en piedra), pero son también muy eficaces las expresiones creadas en lenguas modernas. Su generalizado conocimiento es garantía de que su audición o lectura, para un espectador o lector culto, le remiten al tratamiento que les habían dado en origen los autores que las "acuñaron" (es decir, las emitieron por primera vez, como se hace con las caras de una moneda metálica) y los que los imitaron posteriormente. Ese proceso de imitación, que puede consistir en la simple referencia como homenaje, la paráfrasis que varía la forma para ajustarla a un contexto diferente, o incluso la contradicción o la inversión total del sentido; forma parte del proceso de creación artística y literaria, del mismo modo que la mímesis o imitación de la naturaleza, o el estudio y emulación de los modelos tenidos por clásicos o cánones.
La utilización inadecuada de un tópico literario puede incurrir en el vicio denominado lugar común, y en la carencia de originalidad; pero también la búsqueda inadecuada de esa originalidad tiene el peligro de caer en un tópico manido o descubrimiento del Mediterráneo.

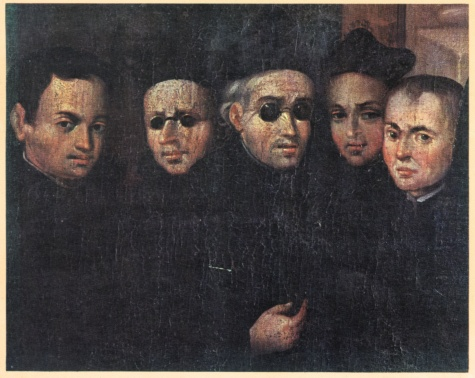
Todo es según el color del cristal con que se mira. Jesuitas en el Cuzco, de la Serie del Corpus, pintura barroca colonial del. No sólo las lentes, sino los hábitos eclesiásticos han sido también portadores de tópicos relativos a la apariencia: el hábito no hace al monje

## Temas universales
Aunque cualquier clasificación sería reduccionista, los tópicos literarios pueden agruparse temáticamente en los temas universales, plasmación de las experiencias vitales humanas de validez universal:

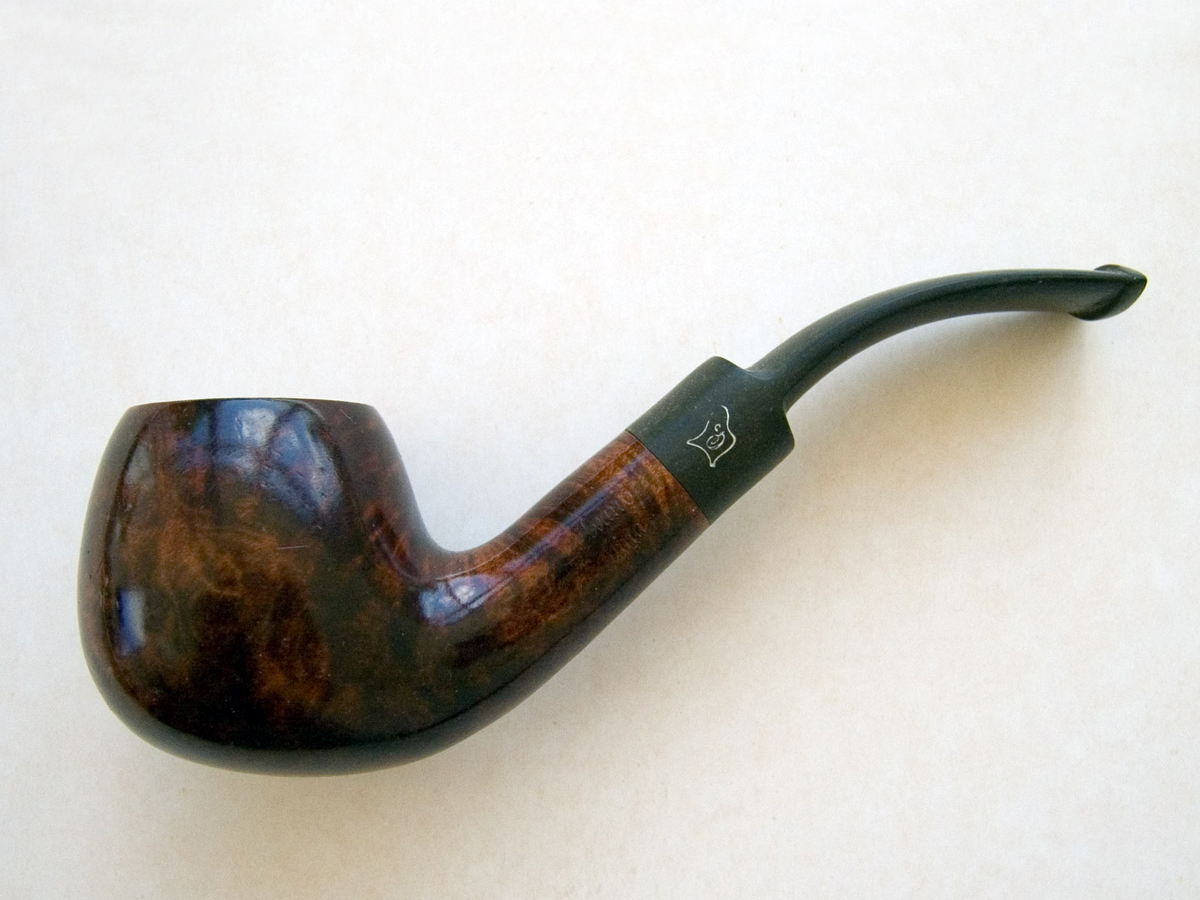
La representación pictórica, muy realista, de una pipa semejante a la de esta fotografía, configura el tema de Ceci n'est pas une pipe, de René Magritte, pero que queda totalmente incompleto sin el añadido de la frase rotulada con caligrafía infantil que le da título.
La fotografía de una silla, junto a la silla real y a la escritura de la definición de la palabra silla tomada de un diccionario componen la instalación artística Una y tres sillas, de Joseph Kosuth (1965, MOMA), una de los primeros ejemplos de arte conceptual. El artista afirmaba que las obras de arte son proposiciones analíticas. Es decir, si son vistas dentro de su contexto -como arte- no proporcionan ningún tipo de información sobre ningún hecho. Una obra de arte es una tautología por ser una presentación de las intenciones del artista, es decir, el artista nos está diciendo que aquella obra concreta de arte es arte, lo cual significa que es una definición del arte. Por eso, que es arte es ya una verdad a priori.

Vida, Muerte, Amor.
Poema La Boca, aunque también aparece en Tres heridas, ambos de Miguel Hernández.

La fotografía de una silla, junto a la silla real y a la escritura de la definición de la palabra silla tomada de un diccionario componen la instalación artística Una y tres sillas, de Joseph Kosuth (1965, MOMA), una de los primeros ejemplos de arte conceptual. El artista afirmaba que las obras de arte son proposiciones analíticas. Es decir, si son vistas dentro de su contexto -como arte- no proporcionan ningún tipo de información sobre ningún hecho. Una obra de arte es una tautología por ser una presentación de las intenciones del artista, es decir, el artista nos está diciendo que aquella obra concreta de arte es arte, lo cual significa que es una definición del arte. Por eso, que es arte es ya una verdad a priori.

Cena de Emaús. Caravaggio, 1601 (National Gallery). La obra está llena de recursos visuales impactantes: luces y sombras violentas, escorzos exagerados y equilibrios precarios, que hacen que las figuras se salgan del cuadro. El propio tema del cuadro habla de la inadecuación de los sentidos para hallar la verdad: los discípulos de Emaús, apenados por la muerte de Cristo que han presenciado, no se percatan de que están ante el mismo Cristo resucitado hasta que reconocen su gesto al partir el pan (pan que ha dejado de ser pan para convertirse en el cuerpo de Cristo de la eucaristía). El mismo Caravaggio, que volvió a pintar el tema en 1606, se había enfrentado a un tema semejante con La incredulidad de Santo Tomás (1601, Potsdam). El tema de los sentidos es uno de los más tratados en la pintura barroca.

## Vida. Tópicos filosóficos, sociales o políticos

### Mentira o verdad; sabiduría o ignorancia
Optar entre el conocimiento que trae sufrimiento o la ignorancia que conlleve felicidad es uno de los temas más tratados en la literatura. Ya la Biblia indicaba que A mayor sabiduría, mayor dolor. Las distopías contemporáneas a los totalitarismos del siglo XX proporcionaron ejemplos extremos de cómo una sociedad perfecta ha de ser necesariamente manipulada para mantener la mentira como verdad (1984, de George Orwell, 1948), o para convertir los propios cuerpos y las mentes en máquinas dóciles (Un mundo feliz, de Aldous Huxley, 1932). Por otro lado, el barroco del siglo XVII retorció hasta los mayores extremos las contradicciones propias del engaño, el secreto, los malentendidos, dobles sentidos, equívocos y el engañar con la verdad.
Los tópicos literarios han expresado este amplio asunto de formas muy variadas, a veces opuestas entre sí:
- Primum vivere, de forma completa Primum vivere deinde philosophari (primero vivir, luego filosofar). Atribuido a Hobbes, aunque ya se utiliza una expresión similar (opuesta) en El Quijote: Metafísico estáis. Es que no como (Diálogo entre Babieca y Rocinante[7]). La necesidad de buscar la satisfacción de las necesidades inmediatas o el interés material, postergando o despreciando lo trascendente, se expresa también en el pancismo o figura de Sancho Panza, cuyo materialismo en oposición al idealismo de Don Quijote ha sido no solo repetido como tópico, sino analizado, por ejemplo, por Miguel de Unamuno (Vida de Don Quijote y Sancho), quien a su vez desarrolló un tópico estrechamente relacionado pero opuesto: el ¡Que inventen ellos!. La gran profundidad del texto de Cervantes, sobre todo en la segunda parte, ha permitido señalar que la relación de sus dos protagonistas con sus estereotipos es muy dinámica, produciéndose progresivamente una quijotización de Sancho y una sanchificación o pancificación de Don Quijote, explicitadas al fin en el diálogo que mantienen ambos en el lecho de muerte de este.
- Panem et circenses (pan y circo): originalmente de Juvenal, que fue aplicado a la España del siglo XVIII por León de Arroyal como pan y toros, luego utilizado por Unamuno. En el siglo XX se parafraseó en pan y fútbol. De alguna manera es similar al tópico de Karl Marx: la religión es el opio del pueblo.
- Fallitur visus, o las apariencias engañan, tópico central para el barroco español, con origen muchas expresiones similares de la literatura clásica : Plinio el Viejo, Séneca (Fallaces sunt rerum species) o Virgilio en su referencia al caballo de Troya (Equo ne credite, Teucri -"No confiéis en el caballo, troyanos", muy a menudo citado por la parte siguiente, desconfiad de los griegos aun cuando traigan regalos o, más literalmente, temo a los dánaos incluso ofreciendo presentes-).[8] La descripción de las visiones de los místicos españoles, además de recurrir a figuras como el oxímoron para describir lo inefable de la percepción de la divinidad (cauterio suave... tiernamente hieres, etc.),[9] prevenían de cómo la imaginación y los sentidos son un campo de batalla para el alma, incapaz muchas veces de discernir entre Dios y el demonio como el origen de sus visiones; o propicia a caer en el vicio de gula espiritual por conseguir el placer que le da el tenerlas.[10]
- Nada es verdad ni es mentira. La estrofa completa, de Ramón de Campoamor: En este mundo traidor / nada es verdad ni es mentira / todo es según el color / del cristal con que se mira, está inspirada en El defensor de su agravio de Agustín Moreto.[11] El origen de expresiones similares (nada es verdad o todo es verdad) es tan antiguo como las reflexiones filosóficas. Protágoras, citado por Sócrates (a su vez citado por Platón) propone que todas las opiniones y sensaciones son igualmente verdaderas aunque no igualmente útiles o provechosas.[12] Gibbon hace un uso extensivo de la frase para aplicarla a la religión, aunque se restringe a un caso histórico: Las diversas modalidades de culto que prevalecieron en el mundo romano fueron para el pueblo igualmente verdaderas; para el filósofo, igualmente falsas; y para el magistrado, igualmente útiles.[13] Muy a menudo se utiliza con el sentido de todas las religiones son verdaderas, bien aplicando tal postura a los verdaderos creyentes (desde el ecumenismo o desde el panteísmo) o bien denigrándola como propia de herejes, ateos y librepensadores (desde un punto de vista rigorista o fundamentalista -fuera de la Iglesia no hay salvación-), especialmente el contexto de los debate sobre la tolerancia religiosa y el indiferentismo, que se inicia en el siglo XVI (politiques) y se profundiza en la Ilustración (juzgar las opiniones, castigar las intenciones).[14]
- Theatrum mundi (teatro del mundo), la vida como teatro; presente en el retablo de Maese Pedro o teatro de las maravillas de El Quijote de Miguel de Cervantes y en varias obras de Calderón de la Barca (especialmente en el auto sacramental El gran teatro del mundo), llega hasta Jacinto Benavente (Los intereses creados: He aquí el tinglado de la antigua farsa).[15] En cambio, el Retablo de las maravillas del mismo Cervantes reproduce el tópico del traje nuevo del emperador o el rey está desnudo, tema medieval, probablemente de origen oriental, reproducido en el ejemplo XXXII del conde Lucanor del infante Don Juan Manuel y que reutilizó Hans Christian Andersen, y más explícitamente siguiendo el modelo cervantino, Manuel Altolaguirre, Lauro Olmo y Rafael Dieste.[16] Un tópico similar es Quomodo fabula, sic vita, de Séneca.[17]
- La vida es sueño (la vida es algo ilusorio, una confusión entre la consciencia y la inconsciencia), es el título de la obra esencial de Calderón de la Barca.
- To be or not to be (ser o no ser, en inglés), verso de Shakespeare puesto en boca de Hamlet, con el que se refleja la duda ante una decisión trascendental, y también el juego de imposturas en que se encuentran los personajes de la obra.
- Ceci n'est pas une pipe (esto no es una pipa, en francés), es un tópico originado en el ámbito de la pintura, con un cuadro de la serie La Trahison des images, de René Magritte (1928–1929). Michel Focault tituló así uno de sus libros (1973). Ha pasado a convertirse en un referente utilizado para expresar la diferencia entre lo vivo y lo pintado, expresión que utiliza, por ejemplo Quevedo.[18] La capacidad de la pintura para imitar (mímesis) o falsear la naturaleza; por un lado, y de engañar al ojo (trampantojo en castellano, trompe-l'oeil, en francés), por otro; está en su propia esencia como arte. Su reflejo literario ha sido un tópico constante desde los griegos con los mitos o anécdotas atribuidas a las artes figurativas (al pintor Apeles o a los escultores Fidias y Mirón —así como al mítico Dédalo—), y que se repitieron en la tratadística sobre el arte en Roma (Plinio, Quintiliano) y en el Renacimiento y el Barroco; como la historia de la sombra que reproduce Murillo en uno de sus cuadros (Tuvo de la sombra origen la que admiras hermosura en la célebre pintura, 1660).[19] La identificación de la representación con la realidad, o la realidad y el arte, es un tema estético que ha originado otros tópicos, como el Parla, cane ("¡Habla, perro!") originado por el Moisés, de Miguel Ángel, 1513-1515. Se dice que, obsesionado con su realismo, el propio autor golpeó la escultura gritando esa frase.[20]
- Y cuando despertó.... Frase que proviene de las minificciones de Augusto Monterroso, «Y cuando despertó, el dinosaurio todavía estaba allí». La frase ha sido recurrente en la literatura contemporánea. En ocasiones con tintes políticos[21]

#### Autoridad y razón

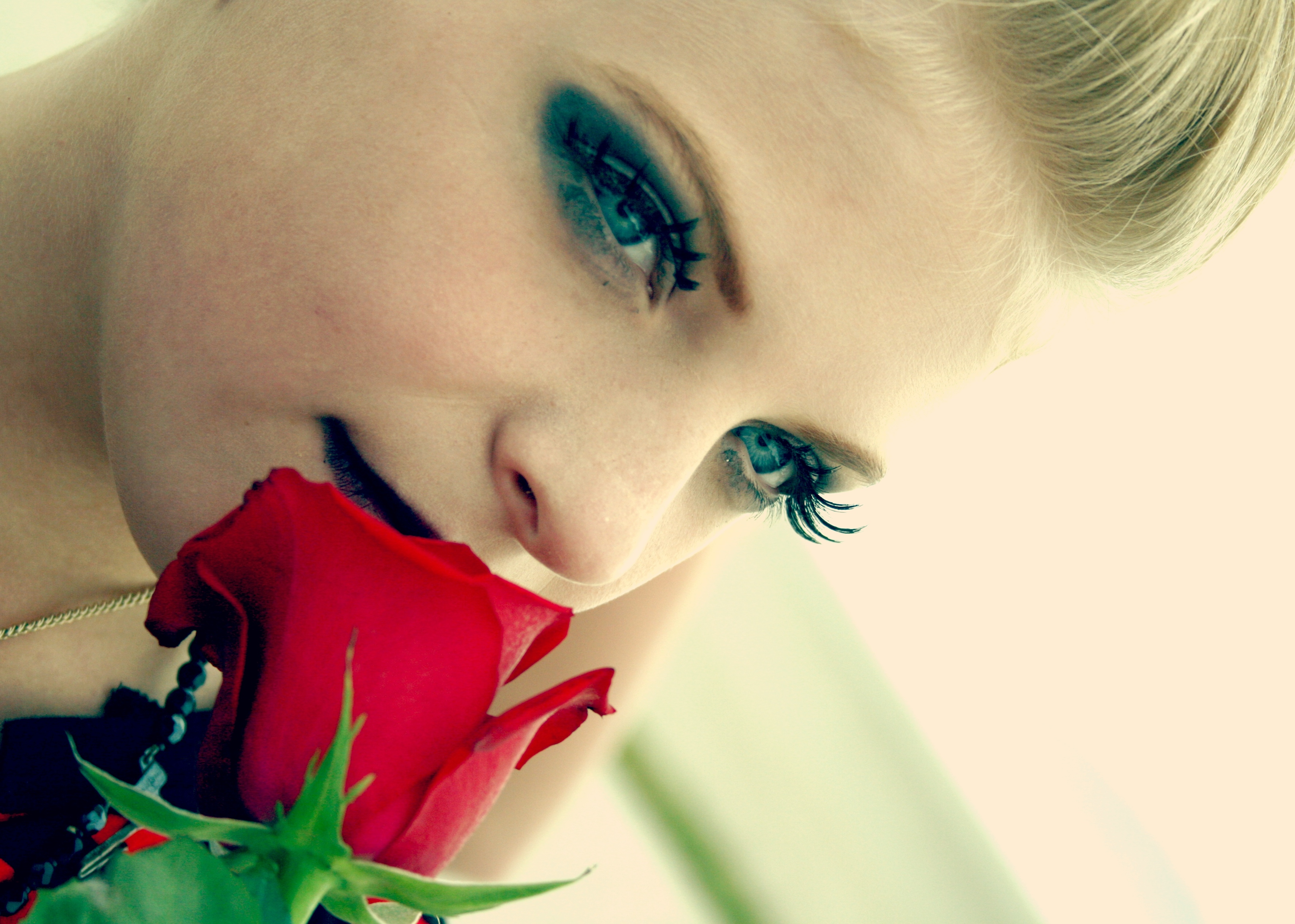
What's in a name? That which we call a rose, / by any other name would smell as sweet ("¿Qué hay en un nombre? Lo que llamamos rosa, / con cualquier otro nombre tendría el mismo dulce aroma" -Shakespeare, Romeo y Julieta-). La rosa da sustento a muchos otros tópicos literarios: se marchita como símbolo de la fugacidad del tiempo y lo efímero de la vida humana; y provoca la prisa de la doncella para recogerla mientras pueda (Collige, virgo, rosas). Por otro lado, le advierte de que hay que tener cuidado: no hay rosa sin espinas.

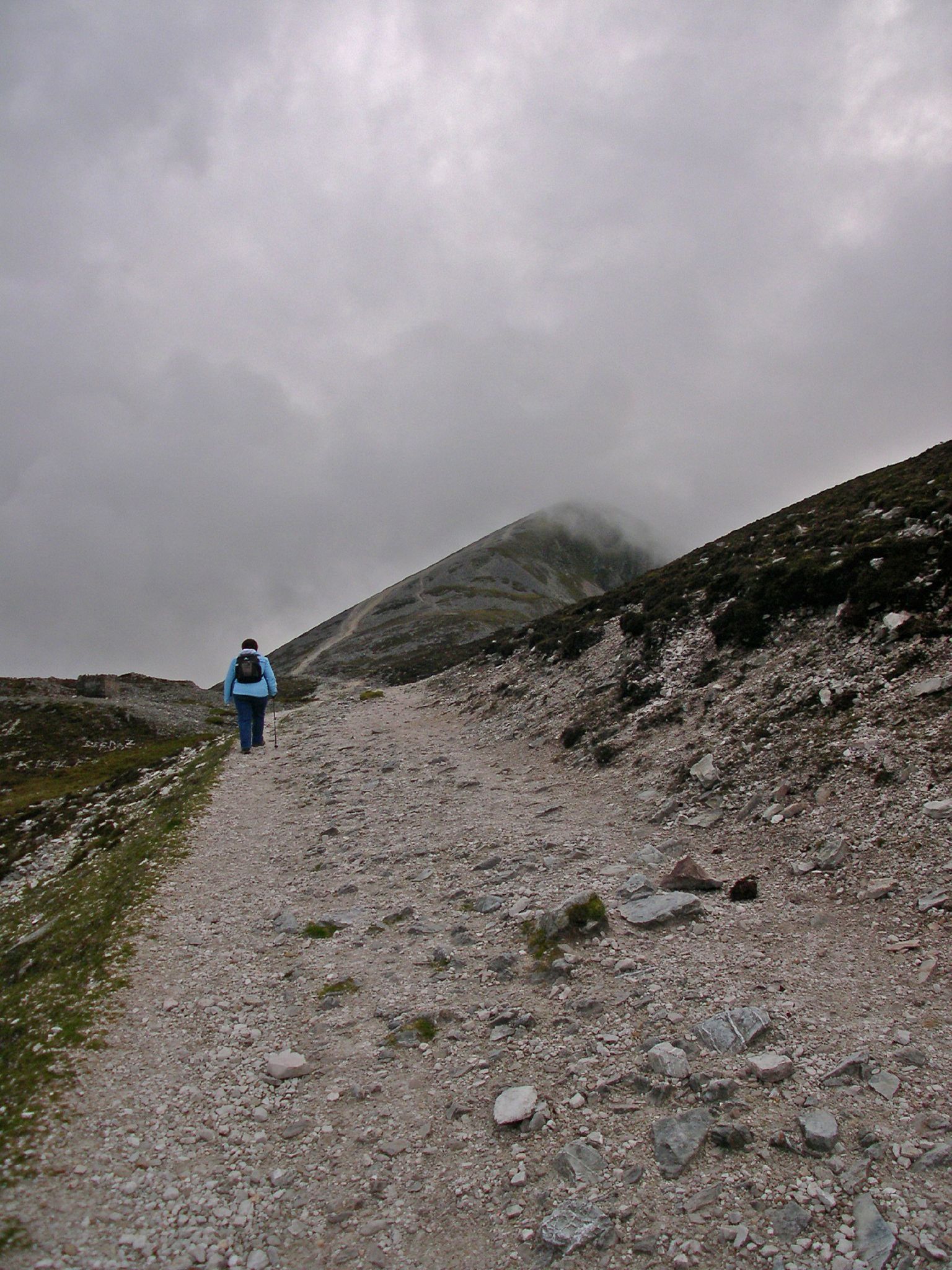
Hombre caminando por un sendero. El tópico Homo viator hace referencia a la condición humana, en permanente tránsito; y también a la búsqueda de conocimiento entendida como una expedición inacabable por espacios desconocidos o continentes inexplorados. El concepto de camino ha dado título a diversas propuestas de autoconocimiento (Tao Te King de Lao-Tsé, Camino de Josemaría Escrivá de Balaguer, En el camino de Jack Kerouac). El concepto de la vida como viaje también puede entenderse escatológicamente, como una breve estancia en el mundo entre dos eternidades, y sujeta a las incomodidades propias de un viaje. En palabras de la santa viajera, Teresa de Jesús: una mala noche en una mala posada. La elección del camino fácil o del camino difícil también es una metáfora tópica del esfuerzo y de su recompensa final. También de las falsas percepciones y de la inutilidad de las buenas intenciones que no se acompañan de buenas obras, ya que de aquellas está empedrado el camino del infierno. Cada una de las piedras del camino, además de rodantes y viajeras ellas mismas (rolling stones), son otras tantas oportunidades para tropezar, y el hombre, obstinado, es el único animal que tropieza dos veces en la misma piedra, algo vergonzoso según Zenobio (quien también decía que remamos todos en el mismo barco).

- Magister dixit (el maestro ha dicho), utilizado especialmente en el entorno filosófico y científico, forma parte tanto del lenguaje común como del literario.

- Expresiones similares se utilizaron en la Grecia antigua (autos epha Αὐτὸς ἔφα —él mismo lo dice—) por los pitagóricos para referirse al maestro de su escuela filosófica, Pitágoras. Cicerón, en De natura deorum utiliza la latinización de esa expresión griega ipse dixit, indicando que tal práctica acarreaba un prejuicio, al hacer predominar la autoridad sobre la razón. Hubo muchas expresiones propias de la filosofía y la ciencia greco-romana, relativas al ejercicio de la actividad científica y del pensamiento racional que se utilizaron como tópicos, y en sentidos muy diversos:

- Nosce te ipsum (conócete a ti mismo, en griego γνωθι σεαυτόν -gnóthi seautón-), del oráculo de Delfos.
- Quod erat demonstrandum (que era lo que se quería demostrar, en griego ὅπερ ἔδει δεῖξαι -hoper edei deixai-, con las siglas QED en latín y ΟΕΔ en griego), propio del razonamiento matemático, usado por Euclides y Arquímedes.
- Ars longa, vita brevis (largo es el arte, breve la vida -es decir, mucho tiempo se tarda en adquirir el arte o ciencia de la medicina, para lo breve que es la vida-), de Hipócrates.
- Solo sé que no sé nada (ἓν οἶδα ὅτι οὐδὲν οἶδα -hen oída hoti oudén oída-, latinizado como scio me nihil scire o scio me nescire), atribuido a Sócrates, aparece citado de diferentes maneras en los Diálogos de Platón.
- Nada existe, o nada es, de Gorgias. De forma completa: nada existe; si algo existe, no puede ser conocido; si algo existe y puede ser conocido, no puede ser comunicado. Esta filosofía nihilista es una contradicción a la esencialista de Parménides, expresada con su también tópico El ser es (de forma completa: el ser es y el no-ser no es, pudiéndose emplear los sustantivos ser o ente, y los verbos ser o existir).

- La existencia o inexistencia del movimiento, tema paralelo en que se incluye el pensamiento de Heráclito (panta rei -πάντα ρει, todo fluye-, utilizado como tópico de la fugacidad de la vida), recibió una famosa aportación del cínico Diógenes, que pretendió refutar a Zenón de Elea con el movimiento se demuestra andando.
- El nominalismo medieval se había centrado en la inexistencia de los universales, es decir, de los nombres de las cosas fuera de las cosas mismas, negando la existencia del kosmos noetos (κοσμος νοητος) o mundo de las ideas planteado por Platón en su alegoría de la caverna, y cuya existencia defendían los idealistas. Con origen en este debate filosófico, las expresiones nombre de la rosa y olor de la rosa pasaron a ser tópicos literarios, utilizados entre otros por Shakespeare en Romeo y Julieta (A rose by any other name would smell as sweet —una rosa con otro nombre olería igual de dulce [literalmente], o tendría el mismo aroma, o daría igual fragancia, o tendría tan grato olor [traducciones más poéticas]—), por Juan Ramón Jiménez (¡Allá va el olor / de la rosa! / ¡Cójela en tu sinrazón!) por Gertrude Stein (Rose is a rose is a rose is a rose —Rosa es una rosa es una rosa es una rosa—) y por Umberto Eco (dando título a su novela histórica El nombre de la rosa).
- Los problemas filosófico-teológicos de la existencia de Dios y de la problemática relación entre razón y fe fueron desarrollados especialmente por el cristianismo y el islam medieval. Mucho más adelante, en el siglo XIX se acuñaron dos tópicos que desarrollaban de forma antitética éstos: Dios ha muerto, de Hegel y Nietzsche, y Si Dios no existe, todo está permitido, de Dostoyevski (Los hermanos Karamázov, 1880).
- Expresiones concisas, de gran atractivo literario tanto en la literatura filosófica como en la de ficción, volvieron a aparecer sobre este tema cuando fue retomado por los existencialistas del siglo XX Jean Paul Sartre (L'être et le néant —El ser y la nada—, La Nausée, —La náusea—), Simone de Beauvoir y Albert Camus; siendo su más radical formulación la pregunta de Heidegger: Warum ist überhaupt Seiendes und nicht wielmehr nichts? (¿Por qué hay algo en vez de no haber nada?).

- Platón es mi amigo, pero más amiga es la verdad, atribuido a Aristóteles. Una forma similar tiene la verdad es la verdad, dígala Agamenón o su porquero (de Antonio Machado Juan de Mairena).

- Con la cristianización, desde la patrística la autoridad suprema pasaron a ser las Sagradas Escrituras, incuestionables por su propia naturaleza, y el Maestro por antonomasia, el propio Jesucristo (Christus unus omnium magister); así como la Iglesia misma era la Mater et magistra (madre y maestra, nombre que en 1961 utilizó Juan XXIII para una encíclica).

- De un modo opuesto, también es una aportación del cristianismo la atribución de la posesión de la verdad al pueblo en determinadas circunstancias Vox populi, vox Dei, frase de origen altomedieval, cuyas primeras referencias son precisamente su utilización como tópico y su propia refutación por Alcuino de York o Guillermo de Malmesbury. La primacía del Concilio o del Papa en la definición de la verdad dogmática también fue algo discutido desde la Baja Edad Media (conciliarismo) y que no tuvo fijación doctrinal en el catolicismo hasta el Concilio Vaticano I (1870, dogma de la infalibilidad del Papa).
- El papel de la verdad para el cristianismo es central: Ego sum via et veritas et vita (Yo soy el camino, la verdad y la vida, en palabras de Jesucristo, Juan 14:6) y Veritas liberabit vos (La verdad os hará libres, Juan 8:32).

- Paráfrasis de esta última, centradas en el tema de la libertad, son Stadtluft macht frei (el aire de la ciudad hace libre —aplicado a la condición de las ciudades medievales frente a la servidumbre rural—) y Arbeit macht frei (el trabajo hace libre —en la puerta de entrada al campo de concentración de Auschwitz—).

- Pero la conciliación del cristianismo con la filosofía clásica, especialmente con el platonismo, implicaba el reconocimiento de autoridades ajenas al cristianismo, cuyo prestigio se fue haciendo incluso mayor en la Edad Media, especialmente por la práctica de copiar en los scriptorium monacales un número no excesivamente amplio de textos antiguos.
- A partir del redescubrimiento de parte de su producción mediante traducciones árabes, la autoridad por excelencia pasó a ser Aristóteles, de quien se consideraba que había llegado a todo el saber humano posible, solo superado por la revelación divina. Las escuelas monacales y la universidad medieval asentaron el principio de autoridad o argumento de autoridad, en el que se basa la escolástica. Las opiniones escritas no se respetaban por su verdad intrínseca, sino por el prestigio de quien las había escrito. Como si fuera un dogma de fe, no se discutía lo dicho por grandes autores, inaccesibles a la crítica (por ejemplo, Hipócrates o Galeno en medicina), aunque se comprobara experimentalmente que contenía errores.
- El ejercicio de la crítica se fue desarrollando con más libertad a partir del Renacimiento y la Reforma, cuando la imprenta aumenta la producción de libros y generaliza la lectura (incluso cambia la manera misma de leer, que pasa de ser mayoritariamente en voz alta y con auditorio a ser un ejercicio privado, mental), con lo que también se incrementan las contradicciones y las opiniones divergentes. En el mismo pensamiento de Martín Lutero, la lectura y la interpretación de la Biblia debía ser ejercida directamente, para acceder a su salvación (justificación por la fe, Sola fides y Sola scriptura), por cada fiel, quien ejercía por sí mismo las funciones sacerdotales (sacerdocio universal), lo que originó una multiplicidad de confesiones religiosas y una intensificación extraordinaria del uso común de citas y pasajes bíblicos para el apoyo de las opiniones.
- No obstante, los límites de la crítica se mantienen en cuanto se roza el ámbito de lo sagrado, puesto que tanto la blasfemia como el ejercicio del librepensamiento estaban vedados en ambos ámbitos (protestante -evangélico o reformado- y católico -contrarreformista-), y el odium theologicum dentro y fuera de cada bando se cebaba no solo con la discrepancia, sino incluso con la tibieza o la duda. Para prevenir cualquier posibilidad de contaminación por un argumento pernicioso o pregunta incómoda, se proponía por el Catecismo de la Doctrina Christiana del padre Astete (jesuita, m. 1601) esta respuesta estereotipada, que incluso podía dar el vulgo ignorante: Doctores tiene la Iglesia que os sabrán responder (aludiendo a los Doctores de la Iglesia, los pensadores católicos reconocidos oficialmente como cumbres del pensamiento teológico).

- Con la iglesia hemos dado, citado habitualmente como con la iglesia hemos topado, es una frase que Don Quijote dirige a Sancho, y que ha sido interpretada históricamente como muestra de la imposibilidad de oponerse a esta institución.

- El debate de los antiguos y los modernos y la imagen de los enanos a hombros de gigantes están entre los tópicos literario-científicos que expresan el comienzo de la superación del Magister dixit, lo que llevó a la crisis de la conciencia europea y la revolución científica de finales del siglo XVII; que oscilaba entre el racionalismo de la duda metódica de Leibniz o René Descartes (Cogito, ergo sum -pienso, luego existo-) y el empirismo de Locke, Berkeley o David Hume (Afirmaciones extraordinarias requieren pruebas extraordinarias).
- Aun así, el XVIII, Siglo de las Luces y de la Ilustración, presenció fuertes y eficaces resistencias al avance de la libertad de pensamiento, como los que enfrentó la Enciclopedia; y que explican la osadía de la proposición popularizada por Immanuel Kant en su artículo ¿Qué es la Ilustración?: Sapere aude (atrévete a saber), originalmente de Horacio.

### Naturaleza humana

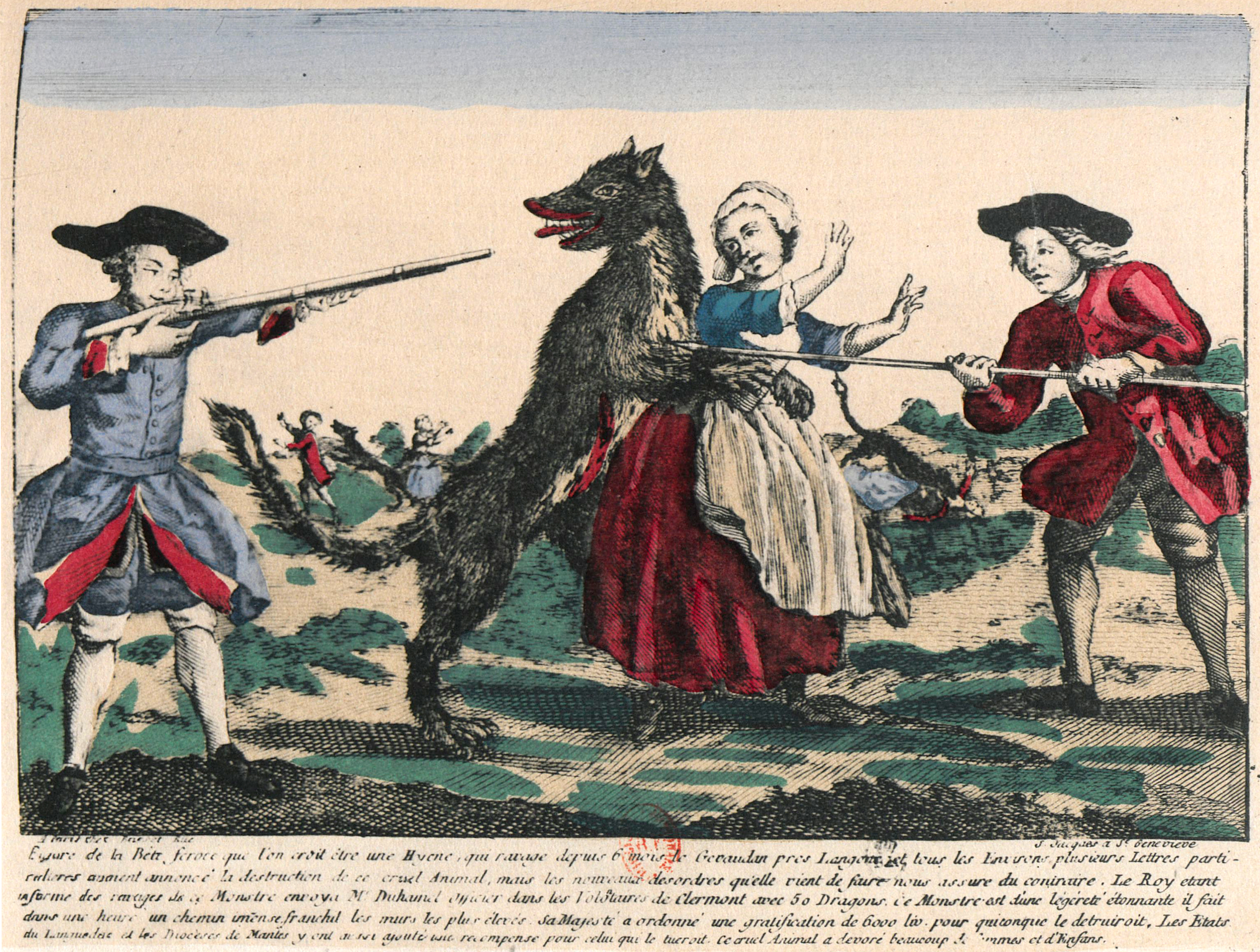
Homo homini lupus. El hombre es un lobo para el hombre.

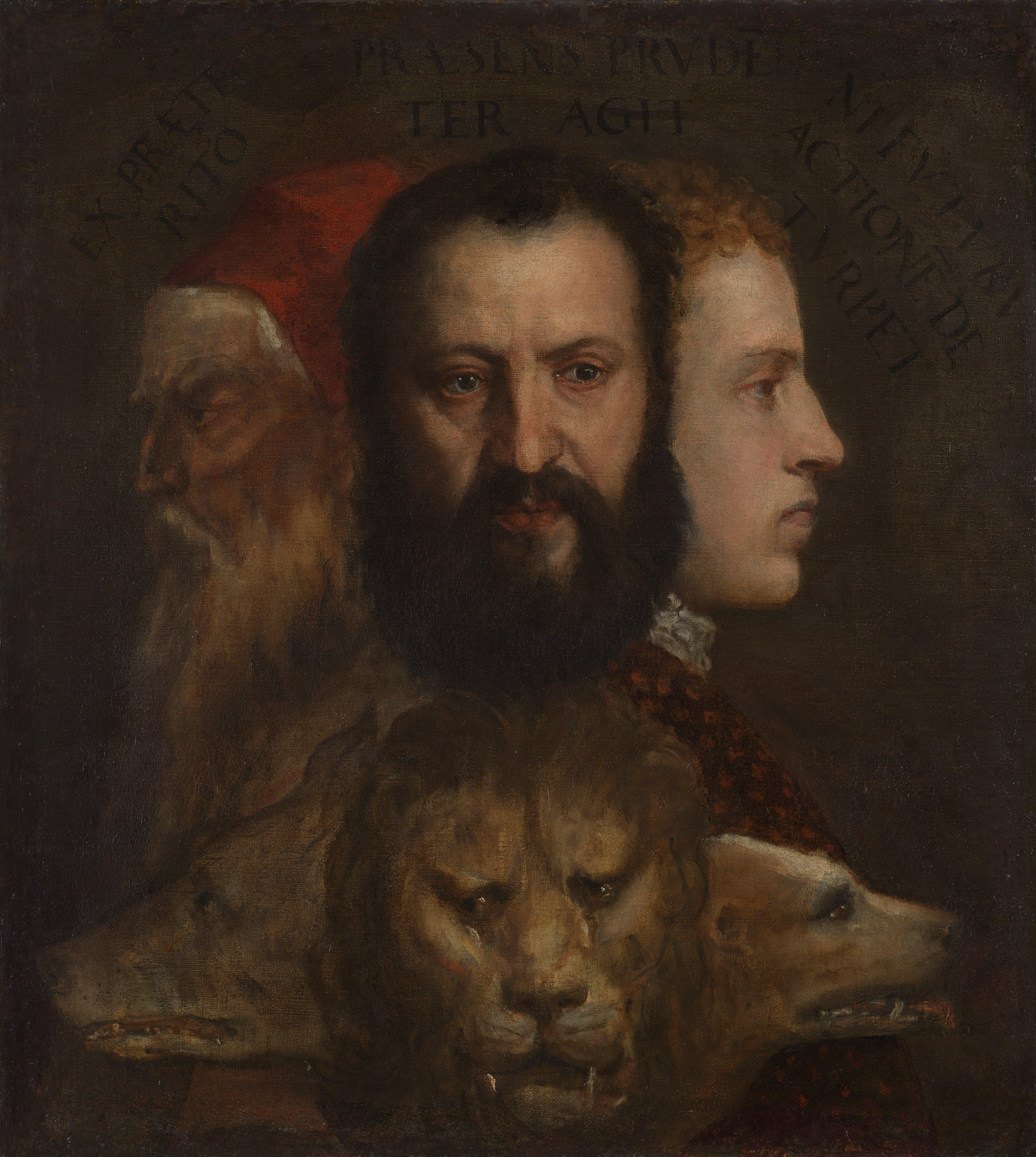
Alegoría del tiempo, o de la edad, de Tiziano.

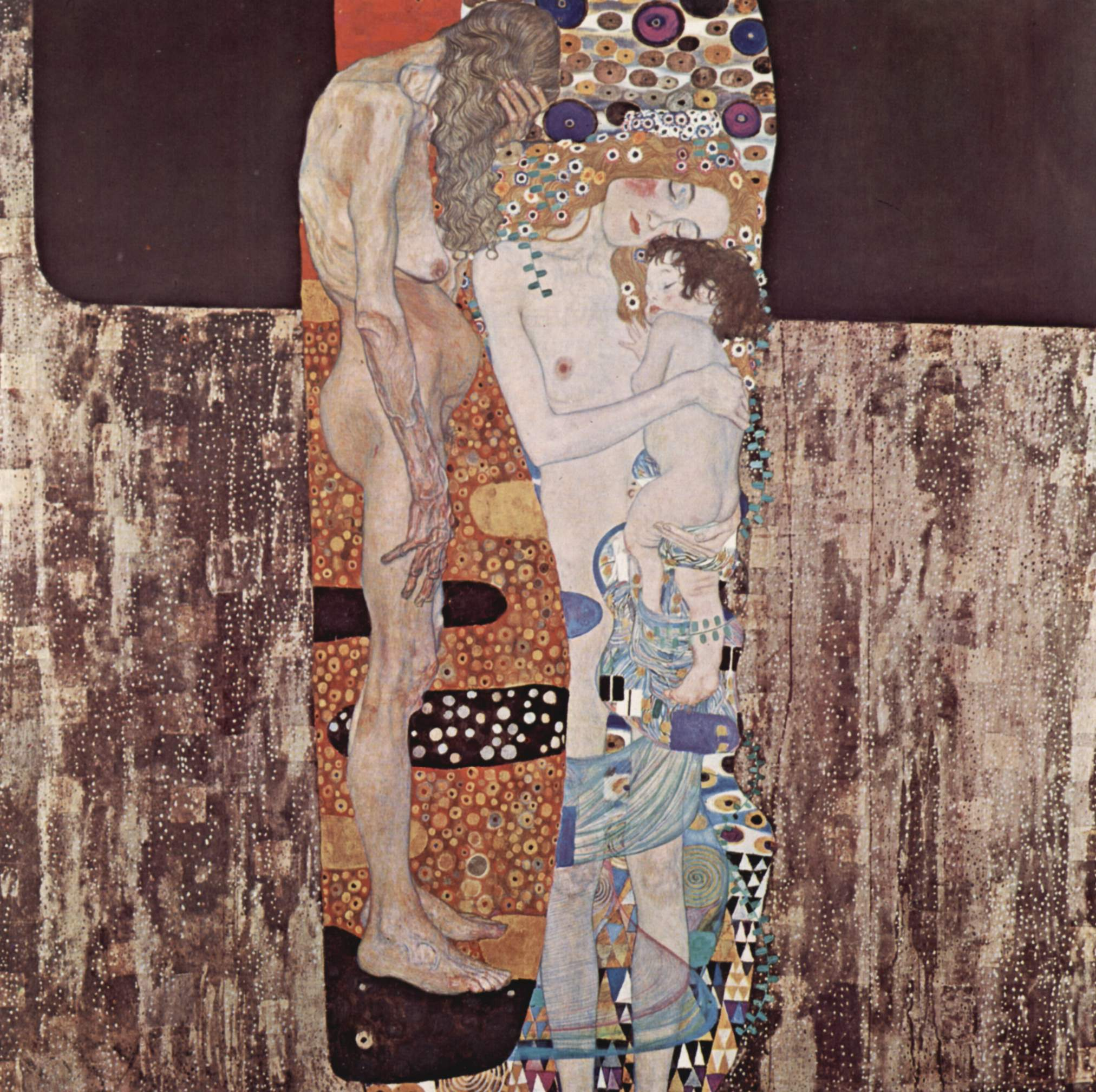
Las tres edades de la mujer, de Gustav Klimt.

- Homo sum, humani nihil a me alienum puto (hombre soy, nada de lo humano me es ajeno), de Publio Terencio Africano. Unamuno lo cita y lo parafrasea en el inicio de su Del sentimiento trágico de la vida.
- Homo viator (hombre caminante): Se interpreta la vida como un viaje, un largo camino en el que el hombre, peregrino, va cambiando y se va purificando, convirtiéndose en una persona más sabia y madura, a medida que experimenta las adversidades de la vida. Se ha usado profusamente desde la literatura medieval (San Martín de León, Gonzalo de Berceo, Dante, etc.)[40] hasta la contemporánea (Antonio Machado: Caminante no hay camino, se hace camino al andar; Paul Bowles,[41] etc.) Su utilización en filosofía y teología ha sido destacada (Plotino, Proclo, San Buenaventura, Santo Tomás de Aquino, y ya en el siglo XX Gabriel Marcel o Gustavo Bueno).[42]
- Homo homini lupus (el hombre es un lobo para el hombre): originalmente de Plauto, se suele asociar al concepto de naturaleza del hombre para Hobbes
- Bondad natural, expresado habitualmente con la frase el hombre es bueno por naturaleza, a veces acompañada de la sociedad malea y pervierte. Es atribuido a Rousseau (en Emilio). Esta formulación es la más repetidamente citada, aunque no parece que sea literalmente la que empleó su autor: vea [Emilio] cómo deprava y pervierte la sociedad a los hombres; o Sentemos como incontestable máxima que siempre son rectos los movimientos primeros de la Naturaleza: no hay perversidad original en el pecho humano; no se halla en él un solo vicio que no se pueda decir cómo y por dónde se introdujo.[43] El tema filosófico, que debaten Hobbes, Locke y más autores de la época (siglos XVII y XVIII) se suele titular como el problema del estado de naturaleza. Está asociado al mito del buen salvaje (y, a través de este, con la Edad de oro primitiva).
- El fin justifica los medios: se atribuye a las ideas de Maquiavelo, aunque no aparece en sus escritos.
- Amicitias inmortales, de forma completa: Amicitias inmortales, mortales inimicitias debere esse, de Tito Livio (Ab Urbe Condita 40.46). Las amistades deben ser eternas, y las enemistades pasajeras. Fue parafraseado por Erasmo (Adagia 4.5.26): Amicitias inmortales esse oportet (es preciso que las amistades sean inmortales).[44] También tiene sentido cuando se invierte: Inimicitias inmortales, amicitias mortales sunt, que da el refrán castellano, expresado en forma de ruego a Dios: "cuídame de mis amigos, que de mis enemigos me cuido yo"; o también invertido, pero en sentido contrario: "ten cerca a tus amigos, pero aún más cerca a tus enemigos".
- Edades del hombre, o Edad de Oro (Aurea aetas), Edad de Plata, etc.; tratado por Hesíodo, Ovidio, Cervantes y muchos otros. Se aplica a la idea de sucesión de periodos en la historia,[45] especialmente para entenderla como degeneración o decadencia, y puede enlazarse con los tópicos que suponen añoranza (paraíso perdido, todo tiempo pasado fue mejor, ubi sunt, etc.)

- Cuando el tópico se aplica a las edades biológicas de cada ser humano, es un tema muy tratado también en el arte y suelen reducirse a tres: infancia, juventud (entendida como plenitud) y vejez; y se suele comparar con el paso de las horas del día, como en el famoso acertijo de la Esfinge que adivinó Edipo (¿qué animal anda a cuatro patas por la mañana, a dos al mediodía y a tres por la tarde?). Las tres edades pueden también expresarse en términos de juventud (restringida a la fase más temprana, anterior a la plenitud), madurez (identificada con la plenitud) y vejez (es esa, por ejemplo, una frecuente interpretación de las figuras de los tres Reyes Magos). Si se opta por señalar cuatro edades, se suelen comparar con las cuatro estaciones del año: infancia como primavera (germinación y crecimiento), juventud como verano (temperamento ardiente), madurez como otoño (recolección de los frutos, resultado del trabajo previsor) y vejez como invierno (temperamento frío o apagado, inactividad y dependencia de lo conservado de épocas anteriores).
- Juventud, divino tesoro de Rubén Darío (Canción de otoño en primavera), en el que se ha señalado coincidencia poética con Góngora.
- Nel mezzo del cammin di nostra vita, primer verso de la Divina Comedia de Dante (de forma completa Nel mezzo del cammin di nostra vita, mi ritrovai per una selva oscura —en medio del camino de nuestra vida, me perdí por una selva oscura—), indica el momento de indecisión vital que se denomina crisis de la mediana edad. También se utiliza con el mismo objeto la imagen o metáfora de la selva oscura. Es objeto de todo tipo de interpretaciones y se ha conectado con referencias bíblicas (Isaías 38,10 in dimidio dierum meorum vadam ad portas inferi —en el medio de mis días iré á las puertas del sepulcro—).
- La edad de la inocencia, la edad de la pasión y la edad de la reflexión suelen utilizarse para describir un itinerario vital:

- Pues después que se extinguen las pasiones, yo he visto sorprendentes conversiones (Ramón de Campoamor); el tópico también se utiliza por Antonio Machado en Don Guido, y se relaciona con ejemplos históricos, como el de Miguel de Mañara (con el que el propio Machado se compara —negativamente— en su Retrato).
- Como itinerario ideológico implica considerar la juventud (la edad de la pasión y el ardor juvenil -los días de vino y rosas-) como revolucionaria y la madurez (la edad de la razón —cerebral y fría, en ambos casos siguiendo una analogía de origen hipocrático sobre la función térmica de ambos órganos—) como conservadora: El que no es revolucionario a los veinte años, no tiene corazón, y el que lo sigue siendo a los sesenta, no tiene cabeza (frase atribuida, con ligeras variantes, a diversos autores del siglo XIX); o, utilizando la metáfora quiral del vocabulario político: el corazón a la izquierda y la cartera a la derecha (expresión muy común en Francia desde finales del siglo XVIII).
- Como itinerario generacional va de la identificación acrítica con los padres (papá lo sabe todo) a la rebeldía (mi padre no sabe nada) y a la reconciliación, quizá tardía (cuánto sabía mi padre), que tiene ejemplos bíblicos (Parábola del hijo pródigo). La "muerte del padre", y en concreto el "asesinato del padre" como tópico literario, es la expresión de un arquetipo con múltiples lecturas literarias, culturales y psicológicas (complejo de Edipo —la versión femenina es el complejo de Electra—).
- La identificación de las generaciones a pesar de su aparente ruptura, especialmente en contextos revolucionarios, es también la esencia del citadísimo tópico de Giuseppe Tomasi di Lampedusa en Il gattopardo: Se vogliamo che tutto rimanga come è, bisogna che tutto cambi (si queremos que todo permanezca como está, es necesario que todo cambie —habitualmente simplificado en expresiones tales como es necesario que todo cambie para que todo siga igual—).

### La vida sencilla

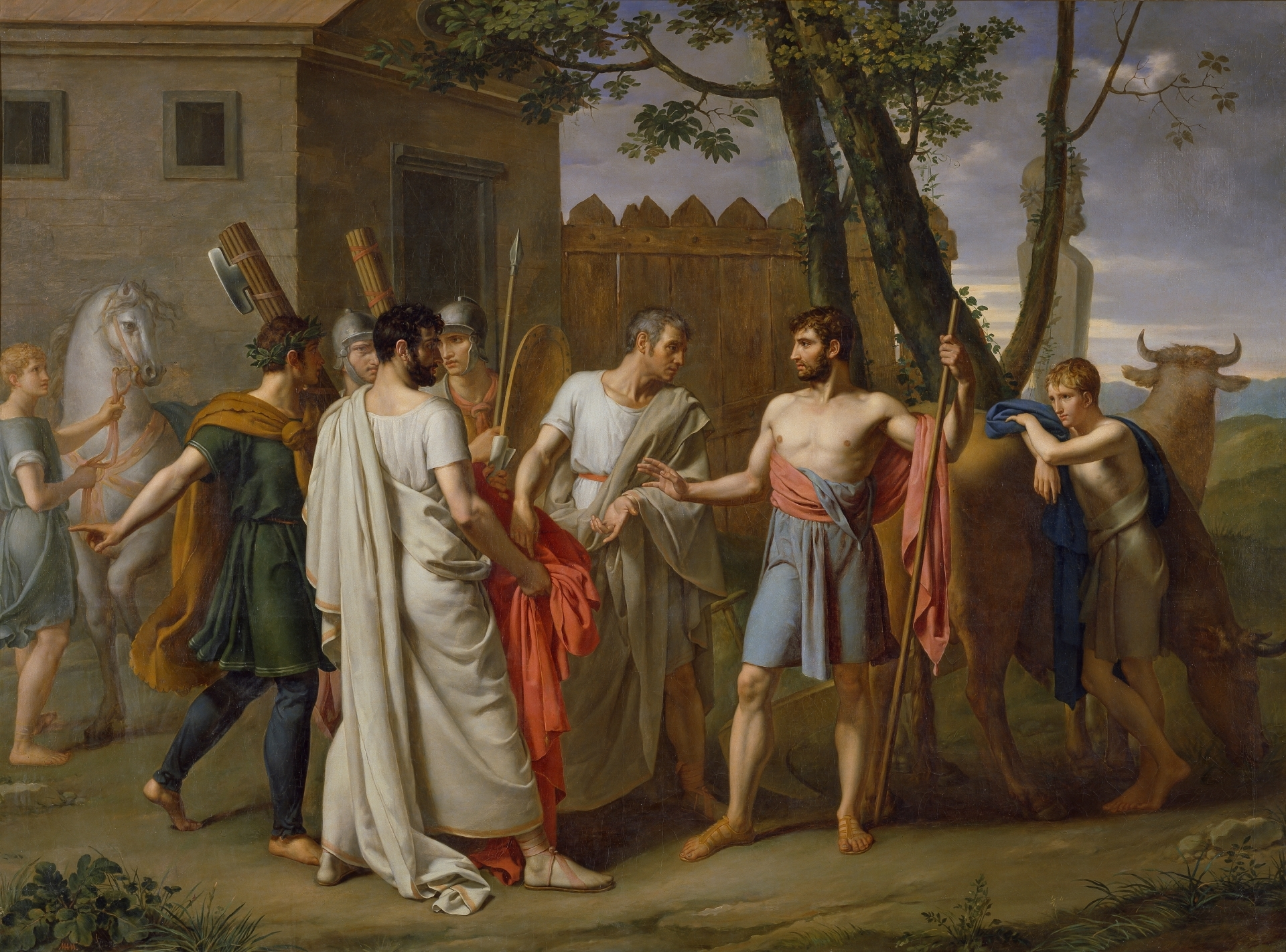
Cincinato abandona el arado para dictar leyes a Roma. Pintura de historia de Juan Antonio Ribera.

- Aurea mediocritas ("dorada mediocridad", en el sentido de término medio o moderación). Las cosas más insignificantes pueden ser disfrutadas y valoradas. Deben evitarse los excesos y la soberbia (hybris griega). Como muchos héroes de trágico destino, Ícaro fue presa de su ambición por querer volar demasiado alto, desoyendo los consejos de su padre Dédalo de que se mantuviera entre los dos extremos: ni tan alto que el sol derritiera la cera que unía sus plumas, ni tan bajo que el agua del mar las empapara. El elogio de la forma de vida sencilla está presente en muchos otros tópicos:

- Beatus ille ("feliz aquel" —que se aparta del mundo para encontrar la soledad—), de Horacio, usado en la poesía española por Fray Luis de León (Oda a la vida retirada: Qué descansada vida / la del que huye del mundanal ruido / y sigue la escondida / senda por donde han ido / los pocos sabios que en el mundo han sido). Representa el ideal del retiro espiritual y la pureza frente a la corrupción de la ciudad (Menosprecio de corte y alabanza de aldea de Antonio de Guevara, 1539).
- Locus amoenus ("lugar ameno"): Se presenta la idealización de un lugar paradisíaco, ideal, donde el hombre entra en armonía con cada uno de los elementos de la naturaleza (en la misma composición de Fray Luis de León: Del monte en la ladera,/ plantado por mi mano tengo un huerto/ que, con la primavera,/ de bella flor cubierto...). Para los griegos (Idilios de Teócrito) y los romanos (Bucólicas de Virgilio), era la Arcadia feliz, o en otros contextos las Islas Afortunadas (Macaronesia); para los árabes, la Arabia Felix (Yemen); en la tradición bíblica, el Edén o paraíso; en el reino de León de la Edad Media española, Babia (estar en Babia).
- Odi profanum vulgus ("odio al vulgo ignorante"): en un sentido opuesto, este tópico, original de Horacio, muestra el desprecio elitista a quien no aprecia la belleza de la poesía. Es equivalente a "no está hecha la miel para la boca del asno". Las sátiras contra el rústico fueron un género muy desarrollado en la literatura medieval, cuya visión de los rústicos oscilaba entre el desprecio y el temor: A furia rusticorum libera nos, Domine (de la furia de los rústicos líbranos, Señor -adición sobre las letanías, cuya repetición del libera nos, Domine permite también otras variaciones, igual que otras, como el Ora pro nobis-).
- O tempora, o mores (¡Oh tiempos, oh costumbres!), original de Cicerón en sus Catilinarias, se aplica como tópico para reflejar el hartazgo de las costumbres degeneradas del presente (enlaza con la añoranza de la Edad de Oro).
- Contemptu mundi ("desprecio del mundo"): un paso más en el sentido pesimista, enlaza con los tópicos relacionados con la muerte.

- Omnia mea mecum porto ("llevo conmigo todo lo mío"), atribuido a Bías de Priene por Cicerón, a Estilpón por Séneca y a Simónides por Fedro. Esta última versión (que incluye la historia de un naufragio) es la aludida por Antonio Machado en el verso: me encontraréis a bordo ligero de equipaje.[57]

### Las armas y las letras

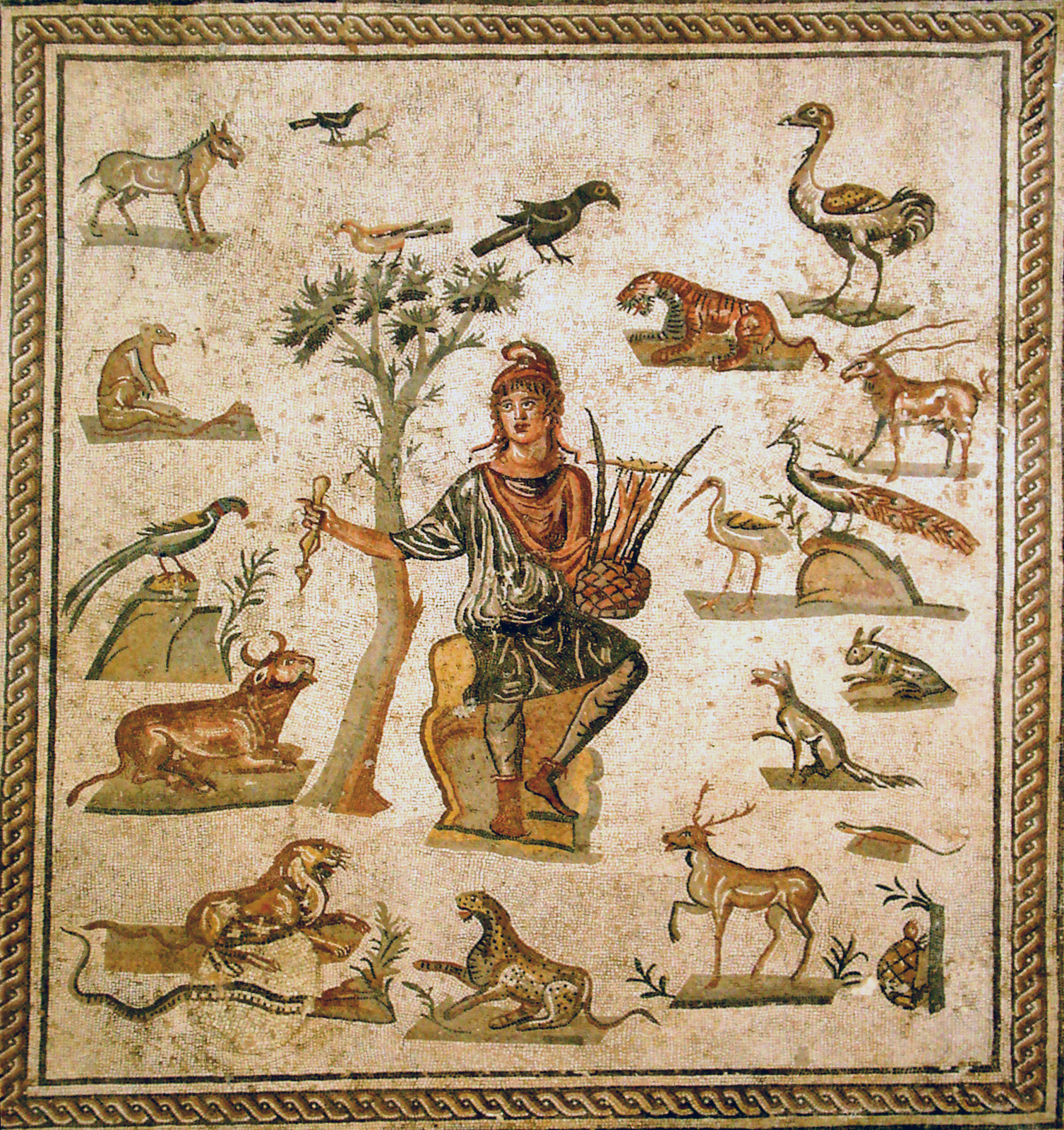
Orfeo tocando su lira rodeado de animales. Mosaico romano de Palermo.

- Si vis pacem, para bellum (si quieres la paz, prepara la guerra), de origen incierto, que se puede remontar hasta Vegecio. Las definiciones de la guerra son muy numerosas en todas las culturas, siendo muy citadas las del chino Sun Tzu (El arte de la guerra) y las del prusiano Carl von Clausewitz La guerra es la continuación de la política por otros medios (Der Kriege —La guerra—). Las consideraciones opuestas también son tópicos recurrentes

- Las armas y las letras, comparación entre los oficios literarios y el oficio de las armas como dignos de un caballero, cosa impensable en la Edad Media y asumible desde el Renacimiento. También plasma las diferencias entre la vida activa y la contemplativa. Su plasmación vital es el soldado-poeta Garcilaso de la Vega (si Garcilaso volviera, yo sería su escudero, que buen caballero era, escribió Rafael Alberti). Cervantes (otro soldado-poeta) en El Quijote plantea constantemente la relación entre ambos términos, y de forma explícita en el capítulo XXXVIII ("Que trata del curioso discurso que hizo Don Quijote de las armas y las letras"). La división entre letras y ciencias es un tema muy posterior. Son muy habituales las referencias a poetas, historiadores o filósofos de la Antigüedad que entraron en batalla con algún tipo de aán literario, o llevando un libro, o escribiéndolo. De La Araucana se dice que está escrita sobre los tambores. Las referencias al tema son constantes en la serie de novelas Capitán Alatriste de Arturo Pérez-Reverte.
- La pluma es más poderosa que la espada, similar, formulación de Edward Bulwer-Lytton (de forma completa: Bajo el imperio de los grandes hombres, la pluma es más poderosa que la espada). De anterior y más general uso son todo tipo de referencias al poder de la pluma, de origen bíblico, presentes también en una composición de Antonio de Guevara (1529), que se considera la vía por la que llegó la idea a la literatura inglesa.

- Otros instrumentos de expresión, los musicales, aparecen, por ejemplo, en la lira de Garcilaso de la Vega que da nombre a esa estrofa: Si de mi baja lira / tanto pudiese el son que en un momento / aplacase la ira ... (que a su vez es reflejo del tema clásico de Orfeo apaciguando los elementos con su música, que da el refrán castellano la música amansa a las fieras).
- Como contraposición, Mira Nero, de Tarpeya a Roma cómo se ardía (versos de un romance de gran difusión, y citado varias veces por Cervantes) y otras referencias al incendio de Roma en tiempo de Nerón (que lo contemplaba para inspirarse y tocar su lira -imagen que se reproduce, por ejemplo en Quo Vadis? de Sienkiewicz, quien lo contrapone al árbitro de la elegancia, Petronio, Arbiter elegantorum-), manifiestan la crueldad que puede alcanzarse incluso a través de la estética. La posibilidad de que la maldad, la fealdad, el dolor o la mentira pudieran expresarse a través de la belleza, fue uno de los asuntos considerados por los estudiosos del arte a finales del siglo XVIII (Lessing) pues la opinión académica era que solo la verdad es belleza, mientras que para el romanticismo solo la belleza es verdad. Parecida consideración se expresó en El asesinato considerado como una de las bellas artes (1827), de Thomas de Quincey. La identidad entre bondad, belleza y verdad es de raíz platónica, y consustancial a la mentalidad e incluso a la lengua griega clásica. La expresión καλὸς κἀγαθός (Kalos kagathos, belleza y bondad), representaba el ideal humano, en una expresión usada por Heródoto pero anterior, y de la que deriva la platónica Sophos kagathos (sabiduría y bondad).

- De las espadas forjarán arados, expresión bíblica con la que se expresa el paso de la guerra a la paz, pero que se ha parafraseado múltiples veces en sentido inverso. En la Biblia hay un amplio uso de expresiones ligadas a la espada, de sentido muy diverso e incluso opuesto (por ejemplo: Los que edificaban en el muro, los que acarreaban, y los que cargaban, con una mano trabajaban en la obra, y en la otra tenían la espada), cuya difusión en el pensamiento religioso, primero judaico y luego cristiano, las convirtió en tópicas; y que sirvieron incluso para sostener interpretaciones teológico-políticas como el episodio de las dos espadas (el poder espiritual y el terrenal), o el pasaje en que Jesús proclama no he venido a traer la paz, sino la espada, ambos de los evangelios.

- Ex oriente lux, ex occidente dux (la luz viene de oriente, el poder de occidente).[68]

### Frases históricas

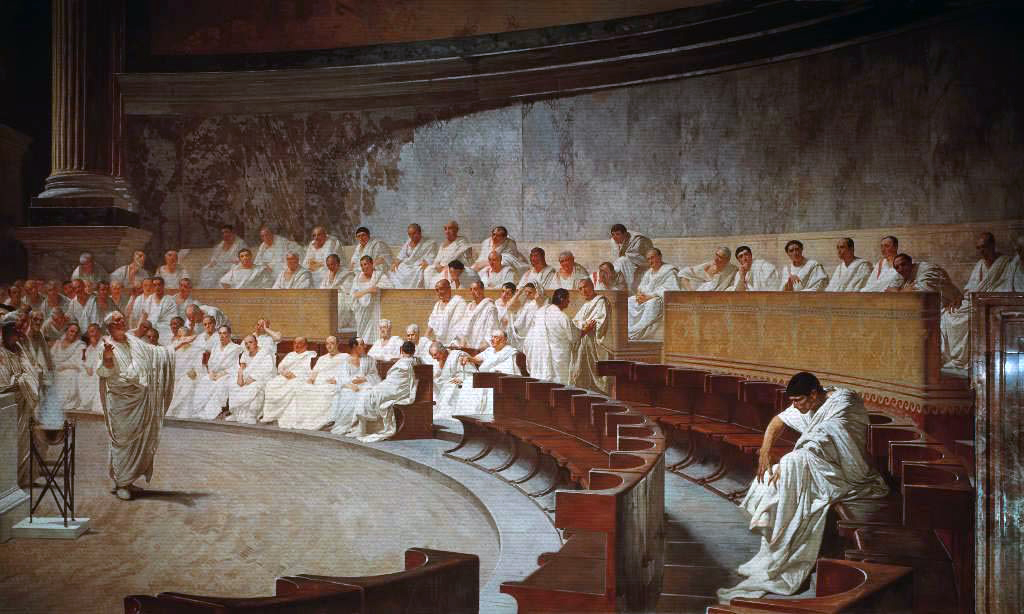
Cicerón se dirige al Senado romano en presencia de Catilina, en sus famosas Catilinarias.

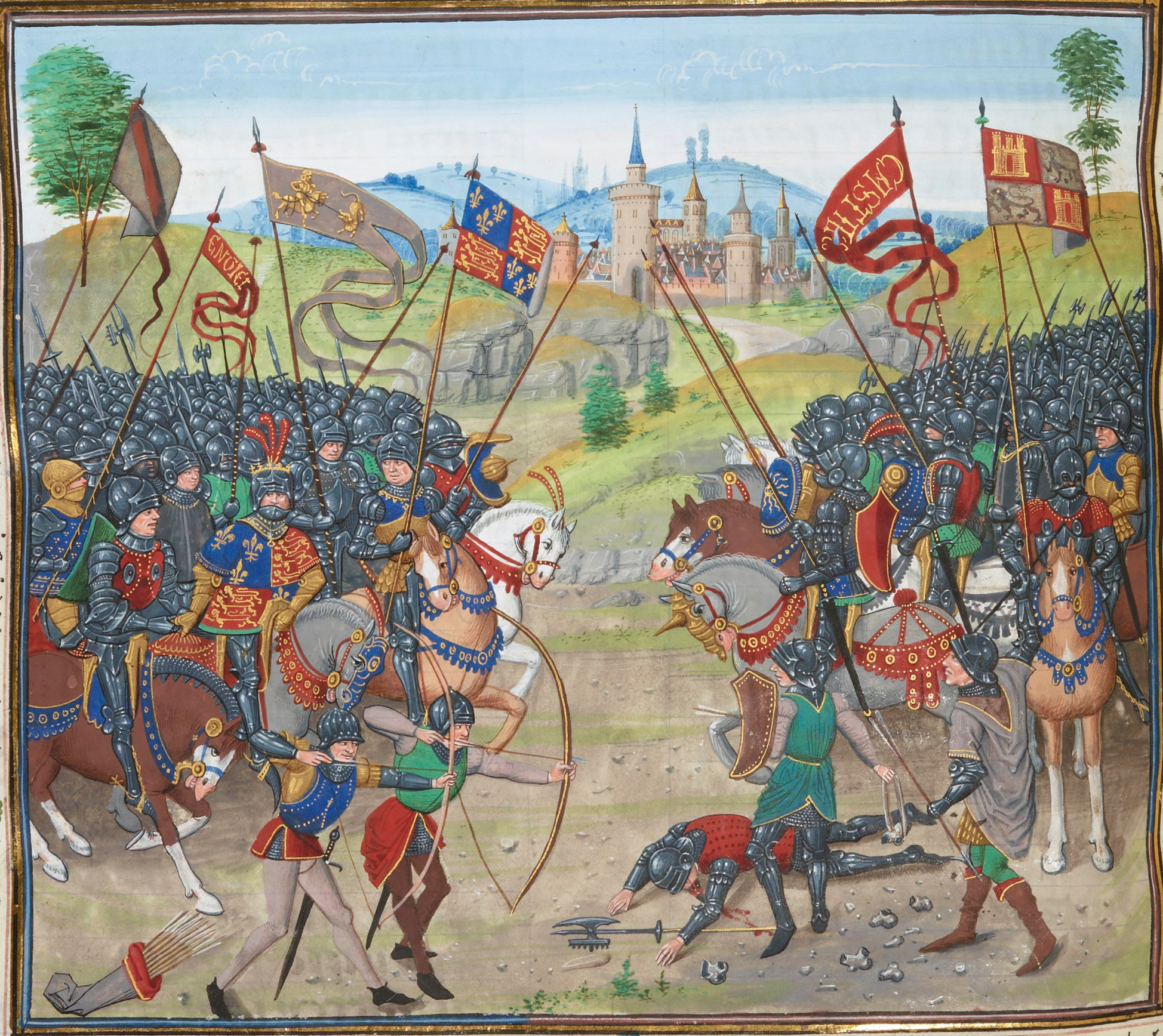
Batalla de Nájera, una de las que enfrentaron a Pedro el I Cruel con Enrique II de Trastámara, y que permitieron a Bertrand Du Guesclin pronunciar su famoso: ni quito ni pongo rey. La historia de España proporcionó muchos tópicos literarios, desde los que se originaron en el ciclo del Cid Campeador (Dios qué buen vasallo si hubiese buen señor, ganar batallas después de muerto, etc.) y en el romancero, hasta los originados en la Conquista de América o en épocas posteriores (véase Nacionalismo español).

Las frases pronunciadas por o atribuidas a personajes históricos, y que destacaron a causa de su rotundidad o adecuación a la descripción de un momento histórico o de una coyuntura vital, aunque no se hayan generado en el ámbito literario, se han terminado convirtiendo en tópicos muy utilizados en cualquier ámbito, al repetirse en textos historiográficos, de ficción o de todo tipo. En muchas ocasiones, de hecho se habían generado en el ámbito literario de ficción (obras teatrales, novelas o poesías), o incluso son apócrifas.
- Delenda est Carthago (Cartago debe ser destruida), atribuida a Catón el Viejo. José Ortega y Gasset la parafraseó en un influyente artículo publicado en El Sol el 15 de noviembre de 1930 (El error Berenguer) que finalizaba con un Delenda est monarchia (la monarquía debe ser destruida).
- Roma no paga traidores, que sería la respuesta a los asesinos de Viriato. La frase, tal como se recoge por Eutropio fue: numquam Romanis placuisse imperatores a suis militibus interfici.[69]
- Quo usque tándem abutere, Catilina, patientia nostra? (¿hasta cuándo, Catilina, abusarás de nuestra paciencia?), de las Catilinarias de Cicerón.
- Alea iacta est (la suerte está echada), que habría pronunciado Julio César en el paso del Rubicón (expresión que se usa como tópico equivalente).
- Tu quoque (de forma completa Tu quoque, Brute, fili mi, tú también, Bruto, hijo mío -a veces citada en forma interrogativa y a veces en forma afirmativa-), que serían las últimas palabras de Julio César, dichas en el momento en que Marco Junio Bruto le apuñalaba, al igual que otros senadores. Se utiliza para referirse el desengaño y la decepción ante la traición de la confianza y a quienes demuestran ingratitud. En la obra de Shakespeare Julio César se utiliza Et tu, Brute (¿incluso tú, Bruto?). En Las vidas de los doce césares de Suetonio, se refieren en griego: και συ, τεκνον (¿también tú, hijo?).
- La púrpura es un buen sudario (o glorioso sudario, o bello sudario), que sería la frase con la que la emperatriz Teodora habría reprochado su cobardía a Justiniano. Tal como las recoge Procopio, las palabras de Teodora no eran originales, sino que estaba citando una antigua sentencia.[70]
- Por Castilla hablaré yo, atribuida a Alfonso XI, que en realidad pronunció una frase más compleja, para solucionar un problema protocolario: Los de Toledo farán todo lo que yo les mandare, e yo ansí lo digo por ellos, por ende hable Burgos. La frase tuvo que ser repetida por Pedro I de Castilla; y de forma simplificada por Juan II de Castilla: Yo hablo por Toledo y hable luego Burgos.
- Ni quito ni pongo rey, solo ayudó a mi señor, de Bertrand Du Guesclin al ayudar físicamente a Enrique II de Castilla en su pelea mortal contra su hermanastro Pedro I de Castilla durante el sitio de Montiel (23 de marzo de 1369).[71]
- When Adam delved and Eve span, where was then the gentleman? (cuando Adán araba y Eva hilaba, ¿dónde estaba entonces el caballero?), utilizado durante la revuelta de Wat Tyler (Inglaterra, siglo XIV)
- A horse, a horse, my kingdom for a horse (un caballo, un caballo, mi reino por un caballo), de Ricardo III de Inglaterra, que aunque expresada de esa forma es original del propio Shakespeare (obra homónima, 1597 -Acto V, escena IV-), se basa en la antigua sentencia que advierte que por un clavo se pierde una herradura, por una herradura un caballo, por un caballo un caballero, por un caballero una batalla y por una batalla se pierde un reino, que aparece, con variaciones, en el Vocabulario de Gonzalo Correas (1627), en Lope de Vega (El primer Fajardo, 1610-1612) y en un cuento anónimo del siglo XV.[72]
- Llora como mujer lo que no supiste defender como hombre, que sería el reproche de Aixa, la madre de Boabdil el Chico, último rey de Granada, ante las lágrimas que este vertía a la vista de la ciudad desde el puerto del Suspiro del Moro, cuando salía por última vez de ella.[73]
- Siempre la lengua fue compañera del Imperio, de Antonio de Nebrija, con motivo de su Grammatica (1492, año del fin de la Reconquista y del descubrimiento de América). La frase sigue: y de tal manera lo siguió: que junta mente començaron. crecieron y florecieron, y después junta fue la caída de entrambos[74]
- Testament d'Adam (testamento de Adán), atribuido a Francisco I de Francia, que protestaba en 1515 por el reparto del mundo entre castellanos y portugueses con la aprobación del Papa (Tratado de Tordesillas, 1494). La frase completa es: je voudrais bien voir la clause du testament d'Adam qui m'exclut du partage du monde (bien querría ver la cláusula del testamento de Adán que me excluye del reparto del mundo).[75]
- Mandé mis barcos a luchar contra los hombres, no contra los elementos, que habría pronunciado Felipe II de España ante la derrota de la Armada Invencible (1588).

- Otras variaciones del tópico de las naves, también en la historia de España, son Quemar las naves, hecho atribuido a Hernán Cortés en la conquista de México; y Honra sin barcos, expresión atribuida al almirante Casto Méndez Núñez.

- Paris vaut bien une messe (París bien vale una misa), que habría pronunciado Enrique IV de Francia al convertirse al catolicismo. Posiblemente la frase es apócrifa. Otra frase que se le atribuye, al entrar en la capital en 1594, es: Paris ma bonne ville (París, mi buena ciudad).[76]
- La poule au pot (la gallina en el puchero), atribuida a Enrique IV de Francia, como expresión de su preocupación por el bienestar material de sus súbditos. La frase completa es: Je veux qu'il n'y ait aucun paysan de mon royaume qui ne mette chaque dimanche la poule au pot (quiero que no haya ningún campesino de mi reino que no ponga cada domingo una gallina en el puchero).[77]
- L'Etat c'est moi (el Estado soy yo), atribuido a Luis XIV como expresión de su concepto de identificación de la persona del rey con la institución de la monarquía, y de ésta con el Estado (absolutismo, monarquía absoluta o Estado absoluto).
- Aprés moi, le deluge (después de mí, el diluvio), atribuido a Luis XV o a su amante, Madame de Pompadour.[78]
- Mis súbditos son como los niños, que lloran cuando se los lava, atribuido a Carlos III, en el contexto de las resistencias populares a las reformas ilustradas (motín de Esquilache, 1766). También se recoge la misma frase, pero referida a los madrileños.[79]
- Tout pour le peuple, rien par le peuple ("todo para el pueblo, nada por el pueblo"; suele citarse en castellano como todo para el pueblo, pero sin el pueblo); lema del despotismo ilustrado, no es segura la atribución a alguno de los reyes del siglo XVIII. La frase fue parafraseada por los jacobinos durante la Revolución francesa: tout pour le peuple et par le peuple (todo para el pueblo y por el pueblo); y posteriormente por Abraham Lincoln para definir el sistema democrático: government of the people, by the people, and for the people (gobierno del pueblo para el pueblo y por el pueblo), de la Oración de Gettysburg, 1863. Existe una frase litúrgica latina para indicar la celebración de una misa sin presencia de fieles: Sine populo ("sin pueblo").[80]
- Give me liberty or give me death (dadme la libertad o dadme la muerte), de un discurso de Patrick Henry ante la convención de Virginia en el contexto del comienzo de la guerra de independencia de los Estados Unidos (23 de marzo de 1775).[81] El tópico fue muy parafraseado (libertad o muerte, patria o muerte, socialismo o muerte) e incluso ridiculizado ("patria o lesiones leves").[82]
- S'ils n'ont pas de pain, qu'ils mangent de la brioche (si no tienen pan, que coman bollos), atribuido a María Antonieta, quien la habría pronunciado en algún momento entre el comienzo de la Revolución francesa y su muerte (1789-1793). A pesar de lo común que es el uso de esta frase, incluso en la historiografía, en realidad no aparece en ninguna fuente contemporánea, ni siquiera como propaganda revolucionaria para desprestigiar a la monarquía absoluta; y tal uso se hizo retrospectivamente, a partir de mediados del siglo XIX. La frase sí aparece en un contexto anterior a su reinado: es citada en las Confesiones de Jean-Jacques Rousseau, quien la atribuye a una gran princesa sin identificar, durante un incidente que habría tenido lugar en Grenoble hacia 1740.[83] En la cultura china existe una frase similar atribuida al emperador Hui de la dinastía Jin (265-420), quien, al ser informado de que sus súbditos no tenían arroz para comer, preguntó ¿y por qué no comen carne?.[84]
- Ich will lieber eine Ungerechtigkeit begehen als Unordnung ertragen (prefiero cometer una injusticia antes que soportar el desorden), de Goethe, que justificó con ese argumento su intervención en favor de un saqueador e incendiario francés al que pretendían linchar tras el sitio de Maguncia (1793);[85] muy a menudo simplificado en "prefiero la injusticia al desorden".[86]
- De l'argent, de l'argent et de l'argent (dinero, dinero y dinero), las tres cosas que pedía Napoleón para ganar la guerra (pour faire la guerre il faut trois choses: de l'argent, de l'argent et de l'argent).[87] La triple repetición de esa palabra es un recurso que puede encontrarse en textos anteriores, como en El Avaro de Molière: Toujours l'argent! Il semble q'ils n'ayent autre chose à dire: de l'argent, de l'argent, de l'argent. Toujours parler d'argent (¡Siempre el dinero! Parece que no tienen otra cosa que decir: dinero, dinero, dinero. Siempre hablar de dinero).[88]
- Guns or butter (cañones o mantequilla), que en 1917 indicaba la alternativa que se presentaba a Estados Unidos entre intervenir o no en la Primera Guerra Mundial (polémica en la que intervinieron el presidente Wilson, el secretario de estado William Jennings Bryan y el senador Ellison D. Smith). Posteriormente fue reutilizado por el dirigente nazi Hermann Goering (1936).[89]
- Свобода для чего? (libertad ¿para qué?), respuesta de Vladimir Ilich Ulianov, Lenin al cuestionamiento de Fernando de los Ríos por la falta de libertad en el régimen soviético (1921).[90]
- Prosperity is just around the corner (la prosperidad está a la vuelta de la esquina), atribuido al presidente Herbert Hoover, al comienzo de la Gran Depresión de los años treinta. También se le asocia un eslogan usado en 1928: A chicken in every pot and two cars in every garage (un pollo en cada cazuela y dos coches en cada garaje); que tiene su origen en un antiguo tópico sobre la prosperidad (la poule au pot -véase más arriba-), atribuido a Enrique IV de Francia. Las frases de Hoover, tal como se encuentran redactadas en fuentes escritas, fueron diferentes; pero la popularización de esas versiones en su época (con propósito ridiculizador) las ha acuñado como históricas.[91] La primera de ellas es una frase tan sencilla que muy posiblemente haya sido utilizada con anterioridad en muchas otras ocasiones, como por ejemplo, en un texto de Humphry Davy (1778-1829).[92]
- Venceréis, pero no convenceréis, la respuesta de Miguel de Unamuno al general Millán Astray, que había gritado ¡Viva la muerte y abajo la inteligencia! en un acto en la Universidad de Salamanca el 12 de octubre de 1936 (fiesta de la Hispanidad), al comienzo de la guerra civil española.[93]
- Paz, piedad y perdón, de un discurso Manuel Azaña en el segundo aniversario del comienzo de la guerra civil española (18 de julio de 1938).
- Blood, sweat and tears (sangre, sudor y lágrimas), popularizado por Winston Churchill en 1940, aunque expresiones similares fueron usadas anteriormente por Giuseppe Garibaldi y Theodore Roosevelt. La frase original incluye "esfuerzo" (toil), que no suele repetirse cuando se usa el tópico.
- Сколько дивизий у Ватикана? (¿cuántas divisiones tiene el Papa?), cómputo geoestratégico que se atribuye a Stalin. La atribución parece partir de Winston Churchill (que lo habría citado en inglés: how many divisions has the Pope).[94] También suele usarse como tópico la expresión Las divisiones del Vaticano.
- 纸老虎 (tigres de papel), de Mao Zedong, en una entrevista de 1956. La frase entera es "todos los reaccionarios son tigres de papel",[95] y es una paráfrasis de una frase tradicional china.[96]
- 不管白猫黑猫,捉住老鼠就是好猫 (gato blanco o gato negro, no importa, mientras cace ratones), utilizado para identificar la postura pragmática de Deng Xiaoping, que Mao Zedong criticaba durante la revolución cultural (especialmente desde un artículo publicado el 3 de diciembre de 1967). Después de la muerte de Mao, reforzada la posición de Deng, la misma frase se aplicaba para justificar la evolución de China hacia el principio denominado "un país, dos sistemas".[97] Una película de Emir Kusturica se titula Gato negro, gato blanco.

### Expresiones judiciales
- Las expresiones judiciales no son tópicos literarios, pero sí muy usadas, especialmente las latinas (habeas corpus, in dubio pro reo... véase la categoría Expresiones latinas usadas en Derecho) y algunas de ellas trascienden el ámbito jurídico para convertirse en reflexiones universales:

- Pacta sunt servanda (los pactos son para ser cumplidos).
- Dura lex sed lex (la ley es dura, pero es la ley).
- Fiat iustitia (hágase justicia); que se encuentra con varias derivaciones:

- Fiat iustitia et pereat mundus (hágase justicia aunque perezca el mundo), que aparece en Loci Communis de Melanchton y fue posteriormente utilizada como lema por Fernando I de Habsburgo y por Kant en Sobre la paz perpetua.
- Fiat iustitia ruat caelum (hágase justicia aunque se caiga el cielo), basada en tópico, preexistente entre los romanos, sobre la caída del cielo (que cita Terencio y quizá derive de una de las fábulas de Esopo) y que es a menudo relacionada con la descripción de Séneca de la justicia pisónica (por Cneo Pisón, aunque también se le confunde con otros miembros de los Calpurnios Pisones).

- J'accuse (yo acuso, en francés) es una expresión propia de la acusación en un proceso judicial que se convirtió en tópico literario al titular de esa provocadora manera Émile Zola el artículo con el que intervino en el affaire Dreyfus en 1898. A partir de ese momento, ha pasado a convertirse en un referente del poder de la utilización de los medios de comunicación en los asuntos públicos.

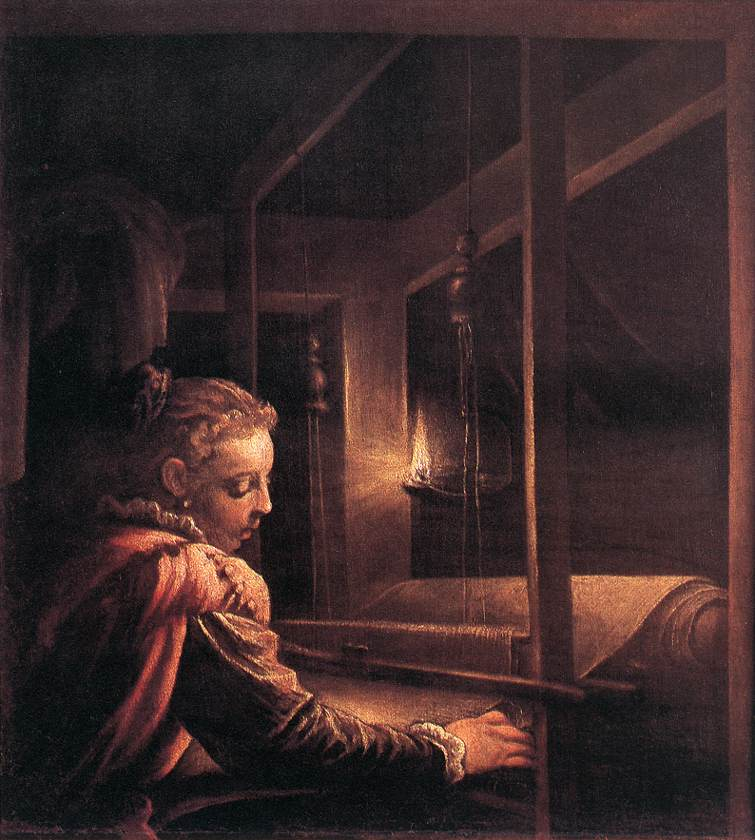
Penélope tejiendo, por Leandro Bassano.

### Justicia poética
La justicia poética no es tanto un tema como una técnica literaria, por la que se consigue un final feliz, en el que la virtud y el honor de los buenos recibe su recompensa y el vicio y el comportamiento deshonroso de los malos su castigo, que puede ser incluso inverso al de la justicia penal ordinaria (El delincuente honrado), que, incluso suponiendo la rectitud de los que la imparten, desde el punto de vista poético está contaminada por consideraciones prosaicas. De ese modo se consigue la resolución de la tensión dramática mantenida durante el transcurso de la novela o la obra dramática y, a satisfacción del gusto mayoritario, se satisface la pretensión del público lector o auditorio, que espera una catarsis o experiencia interior purificadora, de liberación de las pasiones, explotada por los autores desde la tragedia griega. El efecto contrario se consigue con un final abierto. La parodia de estos finales se busca en las astracanadas, donde muere hasta el apuntador (La venganza de Don Mendo).
- La voz de la sangre,[103] es la necesidad de que los parientes perdidos o ignorados se reencuentren, especialmente los hijos y los padres, tras una búsqueda penosa, como recompensa de la fidelidad, o bien inadvertidamente tras una extraordinaria casualidad que desvela lo hasta entonces oculto o solamente presentido. Con el precedente del encuentro entre Ulises y Patroclo, se desarrolla extensamente, dando título de una de las Novelas ejemplares de Miguel de Cervantes (La fuerza de la sangre), y llega hasta los folletines del siglo XIX y las sagas cinematográficas del XX (en Star Wars una de las escenas más dramáticas es la lucha que enfrenta a protagonista y antagonista, y en la que este descubre al primero su condición: Yo soy tu padre -tópico arquetípico que a su vez se remonta al mito de Edipo-). Habitualmente se utilizan como justificación de la sociedad estamental, en que la posición social viene determinada por el nacimiento, lo que puede considerarse un determinismo biológico que considera siempre sospechoso el ascenso social (entendido como arribismo). En cambio, la posibilidad de elevarse por la condición en que se ha nacido es defendida por Erasmo de Róterdam Nadie puede para sí elegir padres o patria; pero puede cada cual hacerse su carácter y modales.[104]

Otros temas de exaltación de la justicia que también aparecen en la Odisea y que tienen gran proyección son:
- La voz de su amo, o fidelidad animal, con el perro Argos, el único en reconocer a Ulises a su vuelta a Ítaca, y se utilizó como lema e imagen de varias compañías discográficas (La voz de su amo -HMV-, Deutsche Grammophon), en que un perro escucha atentamente un fonógrafo.
- Omnia vincit Amor (el amor todo lo vence o el amor siempre triunfa), que aparece en las Bucólicas de Virgilio, además de ser un tópico erótico, lo es también de la justicia poética y en muchos casos se concilia con la moral sexual más convencional, especialmente cuando se le da el sentido de la recompensa a la fidelidad conyugal. Es ese el ejemplo de Penélope (el tapiz de Penélope, que teje y desteje para prolongar su espera), presentada como virtuosa frente a la casquivana Helena, cuyos amores tantas tragedias trajeron a los griegos (Ilíada). En muchos casos, desde una visión romántica, la justicia poética reserva una recompensa final a los amores clandestinos pero sinceros frente a los matrimonios de conveniencia (El sí de las niñas), que en otros casos se niega para los amantes más problemáticos, con un efecto dramático (La Celestina, Romeo y Julieta).

- Ningún mal queda sin castigo (tiene su contraparte pesimista en ninguna buena acción queda sin castigo).[106]
- La venganza es un plato que se sirve frío, con muy distintas variantes, todas ellas basadas en la calificación de la venganza como "fría". En esa formulación parece ser original de Pierre Choderlos de Laclos (Les liaisons dangereuses -Las amistades peligrosas, 1782-). La venganza, forma primaria de justicia legitimada por la costumbre de la práctica totalidad de los pueblos primitivos, se regula mediante distintas fórmulas en las primeras civilizaciones (como la Ley del Talión bíblica, que originó otra expresión tópica: ojo por ojo). Se plantea muy habitualmente como una obligación de fidelidad familiar, personal o grupal (revancha, vendetta). Cuando está exigida por el honor, no se concibe que pueda "templarse" por la razón y suele hacerse de forma inmediata, sin demora "en caliente", dominada por el arrebato de la pasión "ciega", como en los dramas de honor del teatro clásico español, sobre todo en Calderón de la Barca (El médico de su honra, El pintor de su deshonra). Sin embargo, es "fría" cuando se aplaza y produce una maquinación planteada como un propósito vital (El conde de Montecristo). Tiene su contraparte optimista en el perdón como virtud divina o virtud de los reyes.

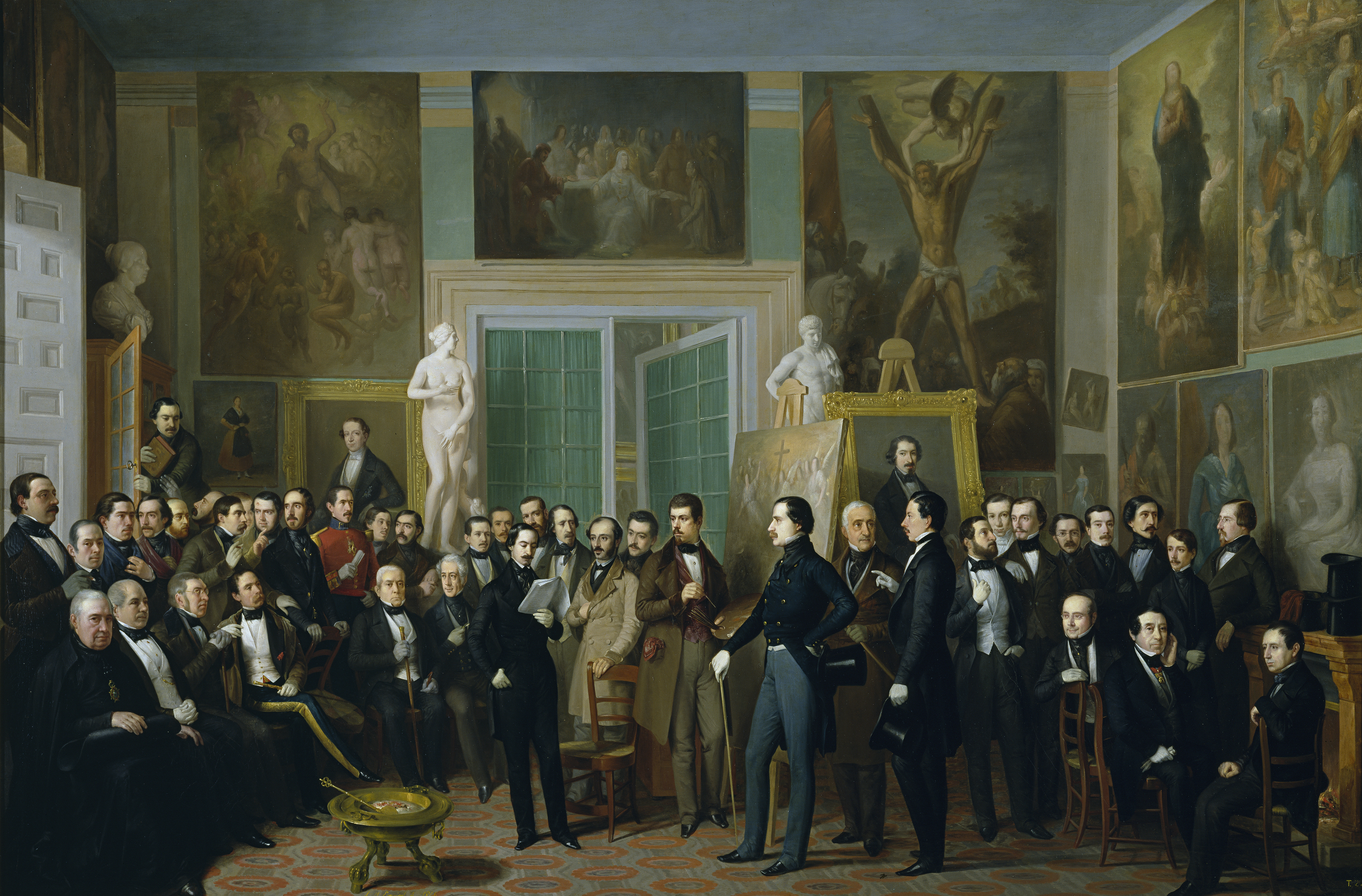
Reunión de poetas en el estudio de Esquivel, para una lectura de Zorrilla, 1846.

### La poesía, tópico autorreferencial
En literatura, la literatura sobre literatura, especialmente la autorreferente, se denomina metaficción (véase). Esta incluye el metateatro y la metapoesía.
- Poesía eres tú es el verso final del ¿Qué es poesía? de Gustavo Adolfo Bécquer, pero la utilización de la poesía como un tópico autorreferencial es muy anterior. Gonzalo de Berceo inaugura la poesía castellana con su mester de clerecía (fablar curso rimado por la quaderna vía / a sillabas cunctadas, ca es grant maestría). Lope de Vega (y otros antes y después de él) lo utilizaron con la estructura denominada soneto del soneto, él en concreto con el famosísimo Un soneto me manda hacer Violante, y aplicado al teatro en Arte nuevo de hacer comedias. En el primer tercio del siglo XX (la Edad de plata), fueron muy frecuentes las reflexiones sobre la naturaleza de la poesía y la expresión literaria: Desde la poesía pura León Felipe parafraseó la poesía de Bécquer (Deshaced este verso... eso, será poesía -1935-),[107] mientras que Antonio Machado llega a la conclusión de que el ojo que tú ves no es ojo por que lo veas, es ojo porque te ve (Nuevas canciones, 1924),[108] y Miguel de Unamuno llega a establecer un diálogo con uno de sus propios personajes en Niebla (1907), de un modo similar a como Luigi Pirandello concibió sus Seis personajes en busca de un autor (1921).

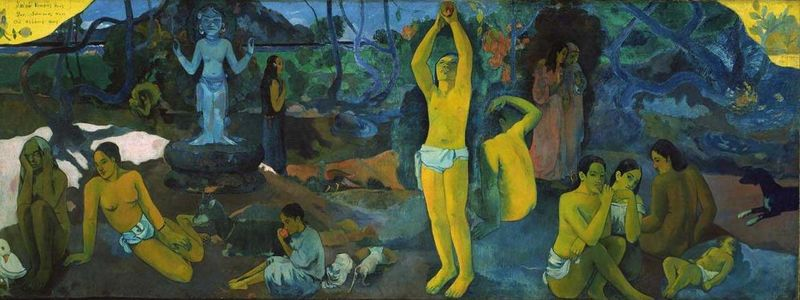
D'où venons nous? Que sommes-nous? Où allons-nous? (¿De dónde venimos? ¿Quiénes somos? ¿Adónde vamos?), de Paul Gauguin (1897).

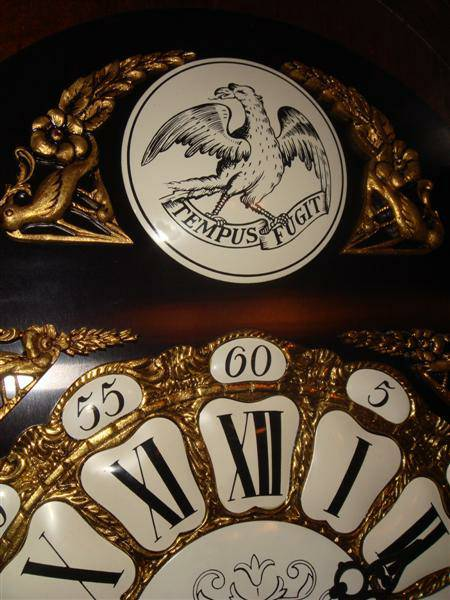
Tempus fugit es un tópico muy utilizado para rotular relojes.

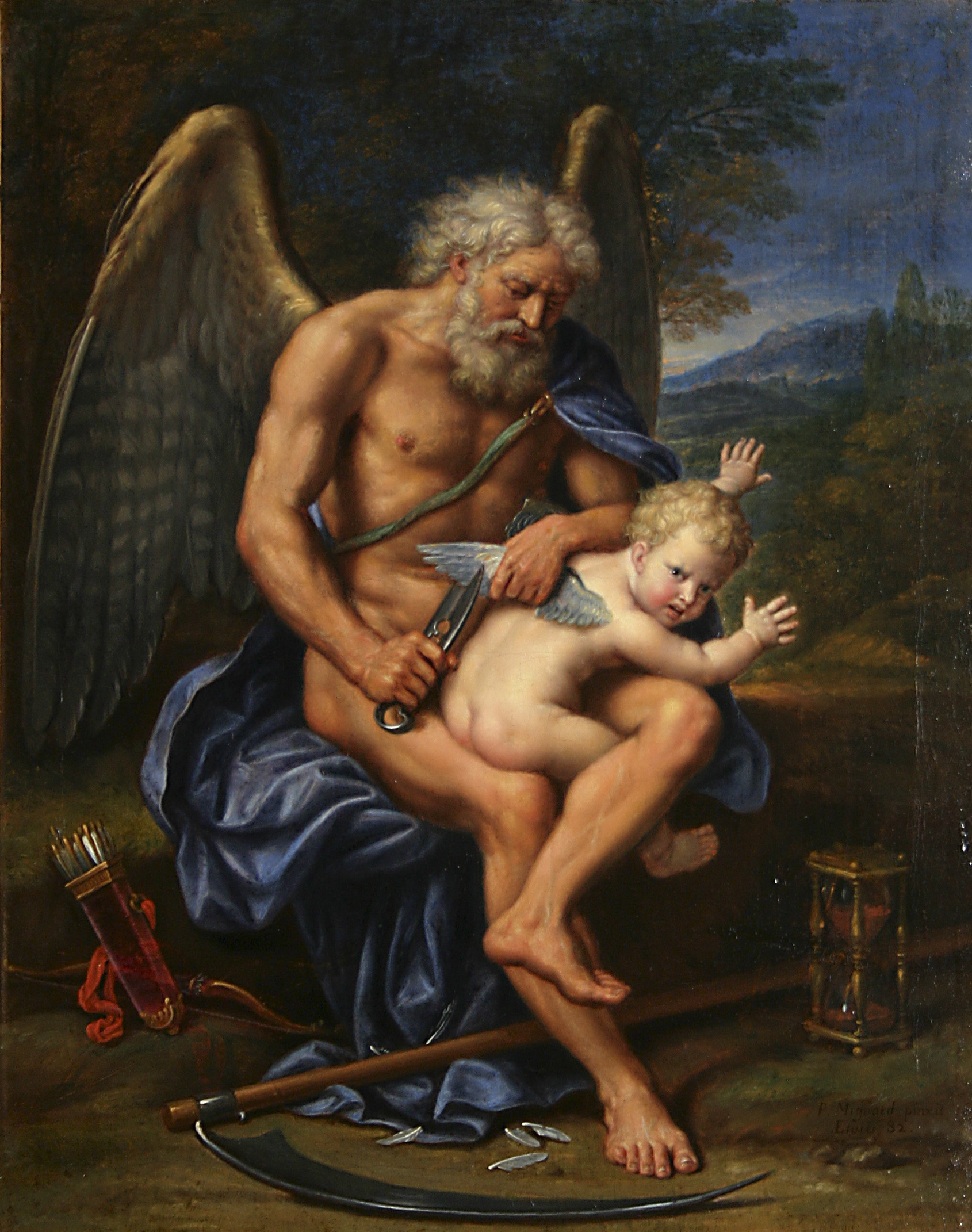
Cronos corta las alas de Cupido, de Pierre Mignard (1694). El amor sufre víctima del tiempo. En el suelo, sus símbolos iconográficos (el carcaj con las flechas y el reloj de arena) se oponen uno a cada lado de la composición, flanqueando a la mortífera guadaña.

## Muerte. Tópicos escatológicos, ascéticos, metafísicos o existenciales
- Quiénes somos, de dónde venimos, a dónde vamos, las llamadas preguntas trascendentales, propias de la cosmología, la antropología, la metafísica y la escatología.
- Ubi sunt? (¿Dónde están?). Es el lamento por la pérdida, la pregunta retórica (pues la respuesta evidente es "están muertos") sobre los momentos, lugares o personas que tras el paso del tiempo sólo quedan el recuerdo y la sensación de ausencia. Su uso más conocido es el de las Coplas por la muerte de su padre de Jorge Manrique (¿Qué se fizo el rey don Juan? / ¿Los Infantes de Aragón, / qué se fizieron? / ¿Qué fue de tanto galán? / ¿Qué fue de tanta invención / como truxieron ...).[109]

- Paradise Lost (El paraíso perdido) es un tópico conectado con el mismo asunto (la pérdida). De origen bíblico (Adán y Eva), su formulación quedó fijada en el título del poema de John Milton (1667). Marcel Proust parafraseó el tópico para indicar que no hay más paraísos que los perdidos. Tiene muchas formulaciones posteriores, como la del poeta mallorquín Llorenç Villalonga; o dos ejemplos popularizados por el cine: days of wine and roses (días de vino y rosas), de Ernest Dowson (Vitae Summa Brevis, 1896) y splendor in the grass (esplendor en la hierba) de William Wordsworth. La cita completa de este último es: Aunque ya nada pueda devolver la hora del esplendor en la hierba, de la gloria en las flores, no hay que afligirse. Porque la belleza siempre subsiste en el recuerdo.

- Pulvis sumus, la frase pronunciada por el sacerdote cuando impone la ceniza el Miércoles de Ceniza (de forma completa Pulvis sumus et pulvis reverterimur -polvo somos y en polvo nos convertiremos-), se utiliza como tópico para recordar la muerte y su poder igualatorio: la muerte trata a todos por igual, pobres y ricos. Es similar el tema de las Danzas de la muerte de la Baja Edad Media, y se utiliza para propiciar la humildad. Procede del libro del Génesis 3,19: In sudore vultus tui vesceris pane, donec revertaris in terram de qua sumptus es : quia pulvis es et in pulverem reverteris,[111] traducido como Te ganarás el pan con el sudor de tu frente, hasta que vuelvas a la misma tierra de la cual fuiste sacado. Porque polvo eres, y al polvo volverás.[112]

- Pulvis et umbra o Pulvis et umbra sumus (polvo y sombra somos) se atribuye a Horacio, y ha sido utilizado como tópico por varios autores; en el epigrama 17 de Ausonio (ductores quondam pulvis et umbra sumus), en sentencias medievales de la literatura neolatina (Cottunio, Luca Glaurico), en un verso de Góngora (en tierra, en humo, en polvo, en sombra, en nada), en un soneto funerario de Diego de Torres Villarroel (La tierra, el polvo, el humo, en fin, la nada), en un ensayo de Robert Louis Stevenson, etc. Una variante muy conocida, por su condición de canción popular, aparece en Ne me quitte pas de Jacques Brel (Laisse-moi devenir / L'ombre de ton ombre / L'ombre de ta main / L'ombre de ton chien -Déjame convertirme en / la sombra de tu sombra / la sombra de tu mano / la sombra de tu perro-), como forma suprema de súplica y humillación.
- Omnia mors aequat (a todos iguala la muerte).

- Fugacidad de la vida. Su símbolo es la rosa marchita. Hay muchos similares, y tan antiguos como la propia literatura. Se desarrollaron particularmente en la Baja Edad Media por los goliardos como reacción a la Peste Negra (Comamos, bebamos, cantemos y holguemos / que mañana ayunaremos -Juan del Enzina-, que parafrasea un pasaje bíblico Por eso aquel día, el Señor, Dios de los ejércitos, os llamó a llanto y a lamento, a rapar la cabeza y a vestir de cilicio. Sin embargo hay gozo y alegría, matanza de bueyes y degüello de ovejas; comiendo carne y bebiendo vino, dicen: Comamos y bebamos, que mañana moriremos -Isaías, 22, 12 y 13-).[120] La obra cinematográfica Paseo por el amor y la muerte de John Huston se ambienta en ese contexto:

- Vitae flumen, derivado del Panta rei (πάντα ρει, todo fluye), de Heráclito. La vida como camino o río que conduce a la muerte (Nuestras vidas son los ríos / que van a dar a la mar / que es el morir —Coplas de Jorge Manrique—).
- Tempus fugit (el tiempo vuela, o huye): El tiempo es inaprensible, no puede detenerse ni hacerse retroceder. La expresión invita a aprovechar el tiempo (de forma similar al carpe diem). Es un lema muy usado en la decoración de los relojes, como también lo es Ruit hora (el tiempo corre) o Vulnerant omnes, ultima necat (Todas hieren, la última mata —las horas—).
- Carpe diem (cosecha cada día; con el sentido de «aprovecha el momento»): Muy utilizado sobre todo en la época renacentista, es una llamada al disfrute de la vida en cada momento, ante la inquietud por el paso del tiempo y la inevitable llegada de la muerte. De origen clásico (Horacio).
- Dum vivimus vivamus (vivamos mientras vivimos). Tiene desarrollo en los poetas ingleses Philip Doddridge y Emily Dickinson.
- Collige, virgo, rosas (coge, doncella, las rosas). Se debe aprovechar la belleza cuando se es joven, puesto que el tiempo acabará con ella. Lo recoge el soneto XXIII de Garcilaso de la Vega (En tanto que de rosa y azucena).
- Cotidie morimur (morimos cada día). Vivir es ir muriendo poco a poco. Uno de los tratamientos más particulares de este tópico es la Automoribundia de Ramón Gómez de la Serna.
- Et in Arcadia ego (y yo en la Arcadia), frase que sólo alcanza su sentido por su contexto: ser un epitafio. La felicidad es efímera y su pérdida provoca nostalgia.
- Sic transit gloria mundi (así pasa la gloria del mundo).
- Nihil novum sub sole: (Nada nuevo hay bajo el Sol). Eclesiastés (1:9) Todo se repite. Un determinado hecho no aporta nada novedoso a la experiencia; todo permanece constante. La originalidad es imposible.
- Vanitas (vanidad) o vanitas vanitatis (vanidad de vanidades). La cita, del Eclesiastés (1:2), en la versión de la Vulgata es vanitas vanitatum dixit Ecclesiastes vanitas vanitatum omnia vanitas (vanidad de vanidades, dijo el predicador; vanidad de vanidades, todo vanidad). Se utiliza para referirse a lo "vano" (vacío) y engañoso de cualquier logro humano, por ser transitorio. Es también un tema pictórico muy extendido, donde se representan toda clase de objetos bellos y caros, y símbolos del placer, el poder y las glorias mundanas, junto a calaveras, podredumbre y otros símbolos de la muerte y el paso del tiempo (relojes, velas apagadas).

- Cuán largo me lo fiáis, verso repetido a lo largo del Don Juan Tenorio de José Zorrilla (el personaje original había sido ya objeto de tratamiento literario por Tirso de Molina -El burlador de Sevilla y convidado de piedra, en sí mismo un arquetipo y origen de varios tópicos literarios, basado en algunos personajes reales, como Miguel de Mañara-), que el dramaturgo romántico toma de una similar expresión Tan largo me lo fiais, de Calderón. La expresión se usa en sentido opuesto a la consideración de la vida como algo corto, puesta en boca de quien, desde la juventud, ve muy lejos la muerte, donde se concretan los castigos eternos con que se le amenaza por su comportamiento disoluto.[124] En su propia formulación, presupone que la vida es un préstamo, algo provisional y de duración limitada, que hay que devolver en la muerte. De hecho, este concepto es tan ascético como la consideración de la vida como un valle de lágrimas (in hac lachrymarum valle -en este valle de lágrimas-, verso de una oración -la Salve- también usado como tópico en la última frase de La Celestina)[125] o una mala noche en una mala posada (Santa Teresa de Jesús).[126]
- Muero porque no muero, el deseo vivo de la muerte con muchas reformulaciones en la ascética española: la de Santa Teresa de Jesús: Vivo sin vivir en mí / y tan alta vida espero, / que muero porque no muero; la de San Juan de la Cruz: Vivo sin vivir en mí / y de tal manera espero, / que muero porque no muero.[127] Cervantes en su último escrito, la dedicatoria de Los trabajos de Persiles y Sigismunda, utilizó un verso de una copla antigua como pie para otros cuyo sentido es semejante:[128]

Puesto ya el pie en el estribo,

con las ansias de la muerte,

gran señor, ésta te escribo.

- Somnium, imago mortis (el sueño, imagen de la muerte).

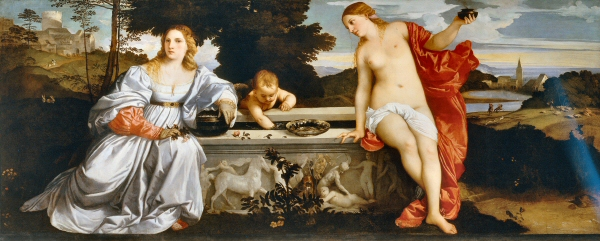
Amor sagrado y amor profano, de Tiziano. Al contrario de lo que un punto de vista de moral estrecha o victoriana pudiera suponer, la Venus desnuda (Venus Coelestis) es la que representa el amor sagrado o divino, puro y celestial; mientras que la Venus vestida (Venus Vulgaris) es la que representa el amor profano, adulterado por ropajes, joyas y cosmética, que pretenden buscar la belleza en lo artificial.

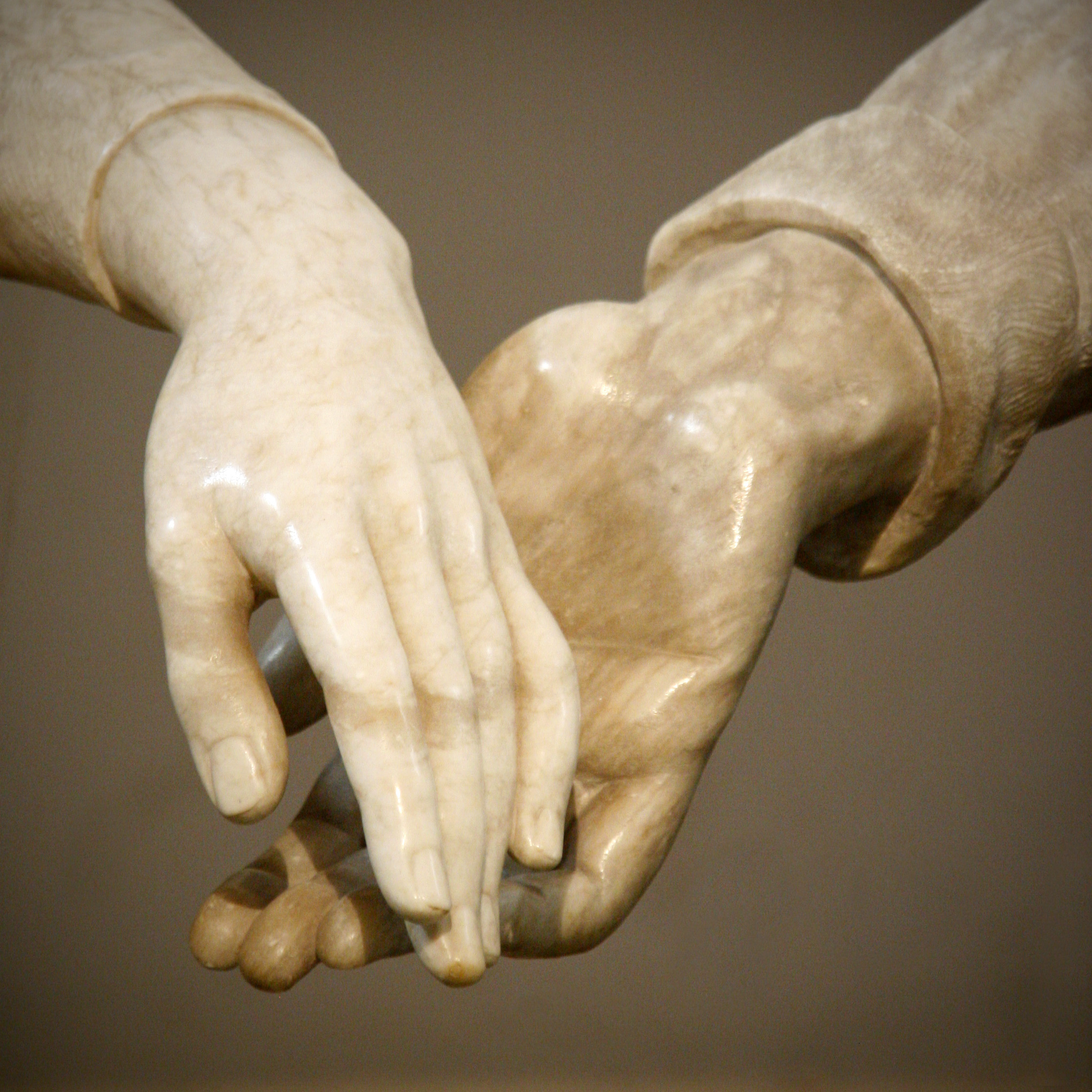
Las manos de los amantes de Teruel no llegan a tocarse ni siquiera tras haber quedado eternamente unidos por la muerte. Escultura de Juan de Ávalos.

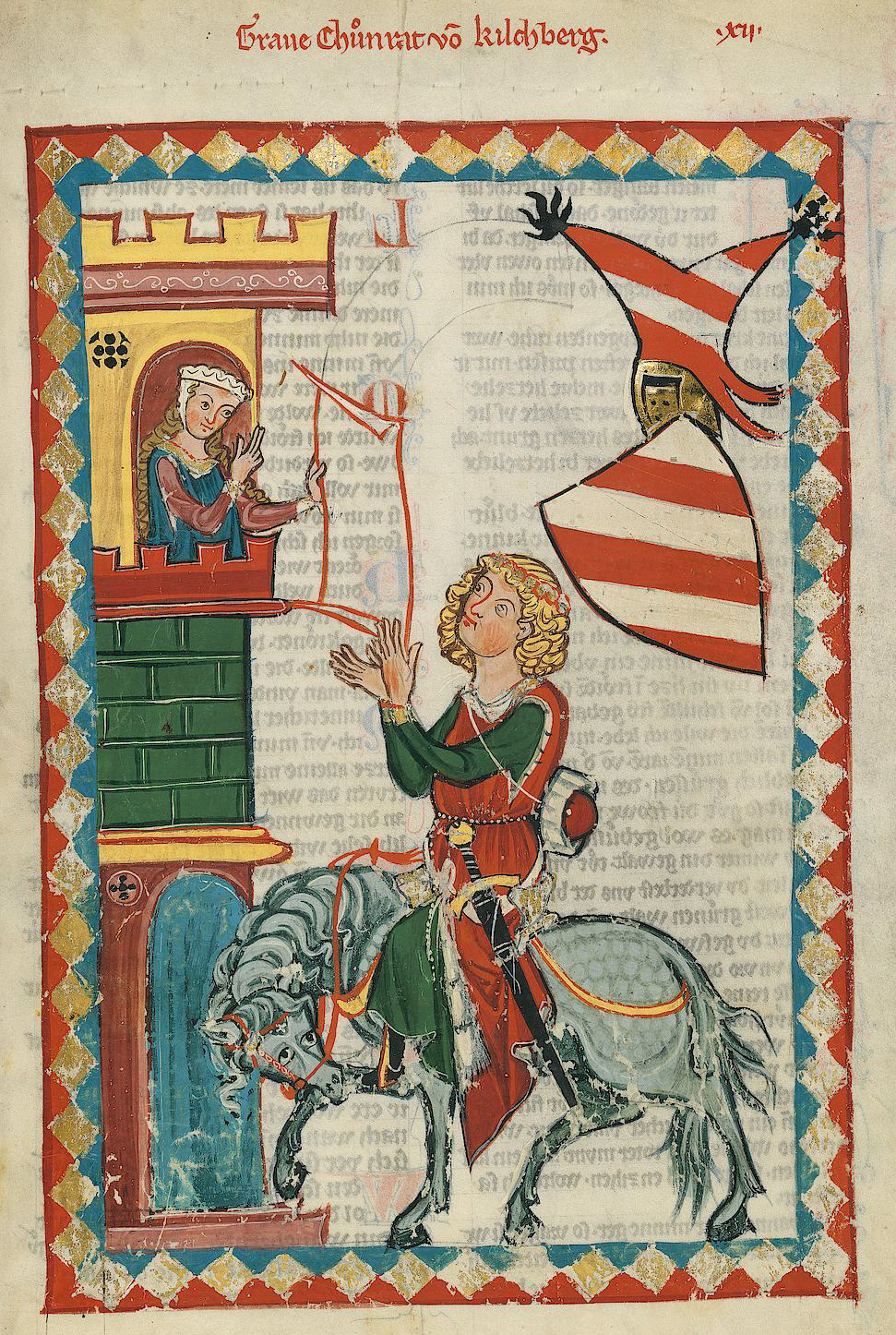
Trovador ofreciendo un poema a su amada. Ilustración del Codex Manesse, primera mitad del.

## Amor. Tópicos eróticos
- Omnia vincit Amor, ya comentado en una sección anterior.[129]
- Religio Amoris (religión del amor). La mujer es un ser superior de raíz divina y el hombre debe profesar la fe e iniciar una vía de perfeccionamiento a su servicio. La expresión literaria del amor a Dios, que se definió por el cristianismo medieval en términos neoplatónicos, había sido reutilizada por el amor cortés de la poesía provenzal como una manera de referirse al amor sublimado (amor platónico, superación del amor físico o sexual) de los trovadores por sus damas. La figura del caballero andante, los libros de caballerías y la novela bizantina son diferentes desarrollos que se refieren a este concepto de amor idealizado. Su exageración se terminaba expresando en pasajes cuasi heréticos: Melibeo soy, y a Melibea adoro, y en Melibea creo, y a Melibea amo, dice Calixto en La Celestina. Este tipo de relaciones es también objeto de parodias (Tirant lo Blanc, o el propio Don Quijote).

- Esclavo por amor, similar al anterior, pero sin connotaciones religiosas.
- Trabajos de amor o pruebas de amor, plantea la necesidad de pasar penalidades y sufrimientos para conseguir el amor, o demostrar que se merece. Cervantes hace que Don Quijote pretenda en un determinado momento pasarlos todos de golpe y a propósito, como una forma ridícula de penitencia que demostraría a Dulcinea la profundidad de su amor. Shakespeare tiene una obra titulada Trabajos de amor perdidos.

- Donna angelicata (mujer angelical). Propio del humanismo; la amada es considerada como un ser divino, puro e inteligente; pero, a la vez, es fría y distante (la Beatriz que guía a Dante en el Paraíso de la Divina Comedia, la Laura de Petrarca).
- Amor post mortem (amor después de la muerte), forma máxima de expresión de la fuerza del amor. Lo tratan muchos autores barrocos, prerrománticos y románticos, cuya exageración roza a veces con la necrofilia (Noches lúgubres de José de Cadalso, Rimas y Leyendas de Gustavo Adolfo Bécquer -por ejemplo, El beso-, también se aprecian en los versos de Gabriela Mistral: "Nadie me arrebatará su puñado de huesos" haciendo referencia al amor que ya no está.
- Quejas de enamorado: La utilización de onomatopeyas de quejidos, lamentos y de dolor (ayes, suspiros, etc.) es en sí misma un tópico utilizadísimo en toda clase de poemas amorosos. El cante jondo sublima los quejíos como vehículo de expresión musical de esos sentimientos. Los celos que atormentan al amante que sospecha la infidelidad son una variante de este tópico (Otelo de Shakespeare).

- Odi et amo (odio y amo), de Catulo, y anteriormente de Anacreonte. El amor va ligado en muchos casos al odio.
- Amada como enemiga: Imagen en la que se observa la doble faceta de la relación amorosa.

- Mal de amores: El amor es entendido como una enfermedad.[131]

- El Mal du siècle (mal del siglo, por el siglo XIX) o mal de Werther, el personaje de Goethe prototipo del antihéroe romántico (Los sufrimientos del joven Werther), que desencantado y hastiado de la vida, termina en el suicidio. Esa actitud pasó a ser no sólo un tópico literario, sino un tópico vital, imitado por personalidades románticas como Mariano José de Larra. Forma parte del ambiente romántico la atracción por los personajes enfermizos, por los desmayos y la tuberculosis, enfermedad que contrajeron no sólo personajes de ficción -La dama de las camelias, de Alejandro Dumas (hijo)-, sino personalidades románticas como los músicos Paganini y Frédéric Chopin (quien tuvo la famosa estancia en la Cartuja de Valldemosa con George Sand), el poeta Gustavo Adolfo Bécquer y los novelistas rusos Antón Chéjov y Máximo Gorki. Ya a comienzos del siglo XX, Thomas Mann desarrolló ambos tópicos (el de la tuberculosis y el del desencanto) de forma decadentista en La Montaña Mágica (1924), que transcurre en un sanatorio de los Alpes, con distintos personajes en los que se repite el contexto vital de la juventud desperdiciada y el amor frustrado. La muerte en Venecia (1912), del mismo autor, estética y tópicos, transcurre en otro ambiente, con otro tipo de planteamiento (el amor imposible por un adolescente) y con el cólera como enfermedad. En Lolita (1955) Vladimir Nabokov desarrollará tópicos similares. Otros literatos románticos desarrollan conductas autodestructivas que les llevan a la muerte muy jóvenes (Lord Byron, Shelley, Edgar Allan Poe) y también finales prematuros tuvieron los poetas malditos Rimbaud y Verlaine.
- Remedium amoris (remedio del amor o cura del amor), poema de Ovidio, plantea la posibilidad de tratar el amor con remedios, como una enfermedad.
- Loco enamorado o locura de amor: el amante parece perder la razón en su intento por conquistar el favor de la amada, o perturbado por el desdén (real o aparente) con que ésta le niega su amor.
- El amor es ciego o El amor es ciego y la locura siempre lo acompaña, compara el amor con la ceguera y la locura. A Cupido se le representa cegado por una venda cuando dispara sus flechas. Significativamente, también la justicia se representa cegada, en este caso para ser imparcial. El triunfo del amor es siempre una forma de justicia poética.

El famoso soneto CXXVI de Lope de Vega es una enumeración de tópicos sobre el enamoramiento:
Desmayarse, atreverse, estar furioso,
áspero, tierno, liberal, esquivo,
alentado, mortal, difunto, vivo,
leal, traidor, cobarde y animoso;
no hallar fuera del bien centro y reposo,
mostrarse alegre, triste, humilde, altivo,
enojado, valiente, fugitivo,
satisfecho, ofendido, receloso;
huir el rostro al claro desengaño,
beber veneno por licor süave,
olvidar el provecho, amar el daño;
creer que un cielo en un infierno cabe,
dar la vida y el alma a un desengaño;
esto es amor, quien lo probó lo sabe.